# Messer

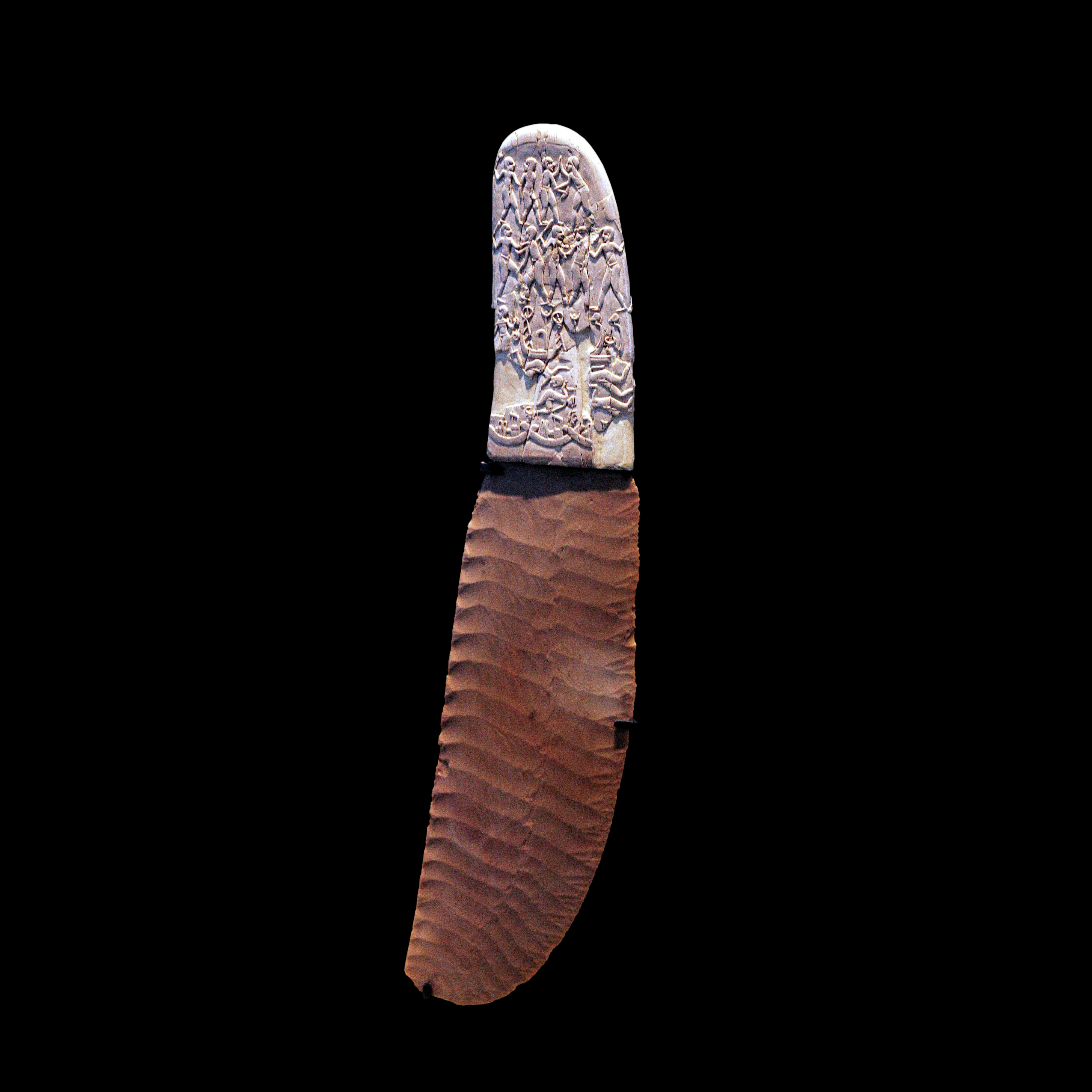
Messer vom Gebel el-Arak, ein Prunkmesser der ägyptischen Prädynastik um 3300–3200 v. Chr.

Das Messer ist ein Mehrzweckwerkzeug, das zum Schneiden, Stechen, Hauen oder Hacken dient und aus einer Klinge sowie einem Griff (Heft) besteht. Es zählt zu den wichtigsten Werkzeugen des Menschen. Ursprünglich war das Messer Werkzeug und Waffe in einem. Im Laufe der Zeit entwickelte es sich zusätzlich zum Kunst-, Ritual- und Schmuckgegenstand und sogar zum Zahlungsmittel. Ab dem 18. Jahrhundert wurde das Messer zum Teil des Essbestecks. Es gehört zu den wenigen Objekten, die weltweit in allen Kulturen des Menschen vorkommen.
Die Gesamtheit der Messer wird zu den Schneidwerkzeugen gezählt. Außer in Haushalt, Landwirtschaft und Technik dienen sie zum persönlichen Gebrauch. Auch einige chirurgische Instrumente zählen dazu. Zur Gruppe der Messer zählen auch Macheten, große Messer und Hirschfänger. Von Dolchen grenzen sie sich durch ihre einschneidige Klinge ab, von Schwertern und Säbeln durch ihre kürzere Klinge und von Stangenwaffen wie Speeren, Lanzen und Spießen durch ihren kürzeren Griff.
Der Aufbau des Messers veränderte sich zwar im Laufe der Geschichte kaum, doch Material, Form und Art von Klinge, Griff und Verzierungen variierten je nach geschichtlicher Epoche, Herkunft und Nutzungsart. Wegen seiner Nützlichkeit ist das Messer für die unterschiedlichen Gebrauchssituationen zu jeder Zeit und an jedem Ort vorhanden und bildete eine besondere Vielzahl von Variationen heraus.

## Etymologie

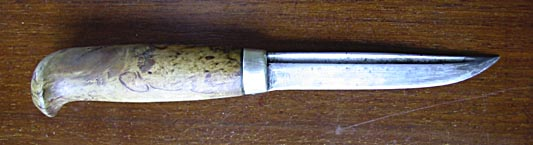
Klassisches nordisches Messer

Das Wort „Messer“ leitet sich vom westgermanischen *matizahs ~ *matisahs her, von *sahs ‚Messer‘, was verwandt mit lateinisch saxum ‚Fels, Stein‘ (woraus italienisch sasso) ist. Somit führt die Bezeichnung direkt zu den urzeitlichen Wurzeln des Arbeitsgeräts, stellt es doch eine Erinnerung an die kulturellen Verhältnisse der Steinzeit dar – ebenso wie das dem westgermanischen *hamar ‚Hammer‘ entsprechende altnordische hamarr auch ‚Stein, Fels‘ bedeutet. Zum Stichwort „Sachs“ schreibt das Etymologische Wörterbuch der deutschen Sprache:

„[…] aus g. *sahsa Messer, Kurzschwert, auch in anord. sax, ae. seax, afr. sax. Zu der Wurzel (ig.) *sek- „schneiden“, zu der auch „Säge“, „Sense“ und „Sichel“ gehören. Formell entspricht l. saxum „Fels“ als „das Schneidende, Kantige“. Der zugrunde liegende s-Stamm ist auch in l. s(a)cena f. „Haue des Pontifex“ (aus *saces) und vermutlich in „Sense“ verbaut. Verdunkelt ist Sachs als zweiter Bestandteil von → Messer.“

Das althochdeutsche Wort sahs lebt verdunkelt im deutschen Wort Messer weiter, das sich aus dem althochdeutschen mezzirahs, mezzir (woneben mazsahs) entwickelt hat, was so viel wie „Speisemesser“ (vgl. althochdeutsch maz ‚Speise‘) bedeutet.

## Geschichte
Zur Griffgestaltung siehe: Schäftung (Vor- und Frühgeschichte)

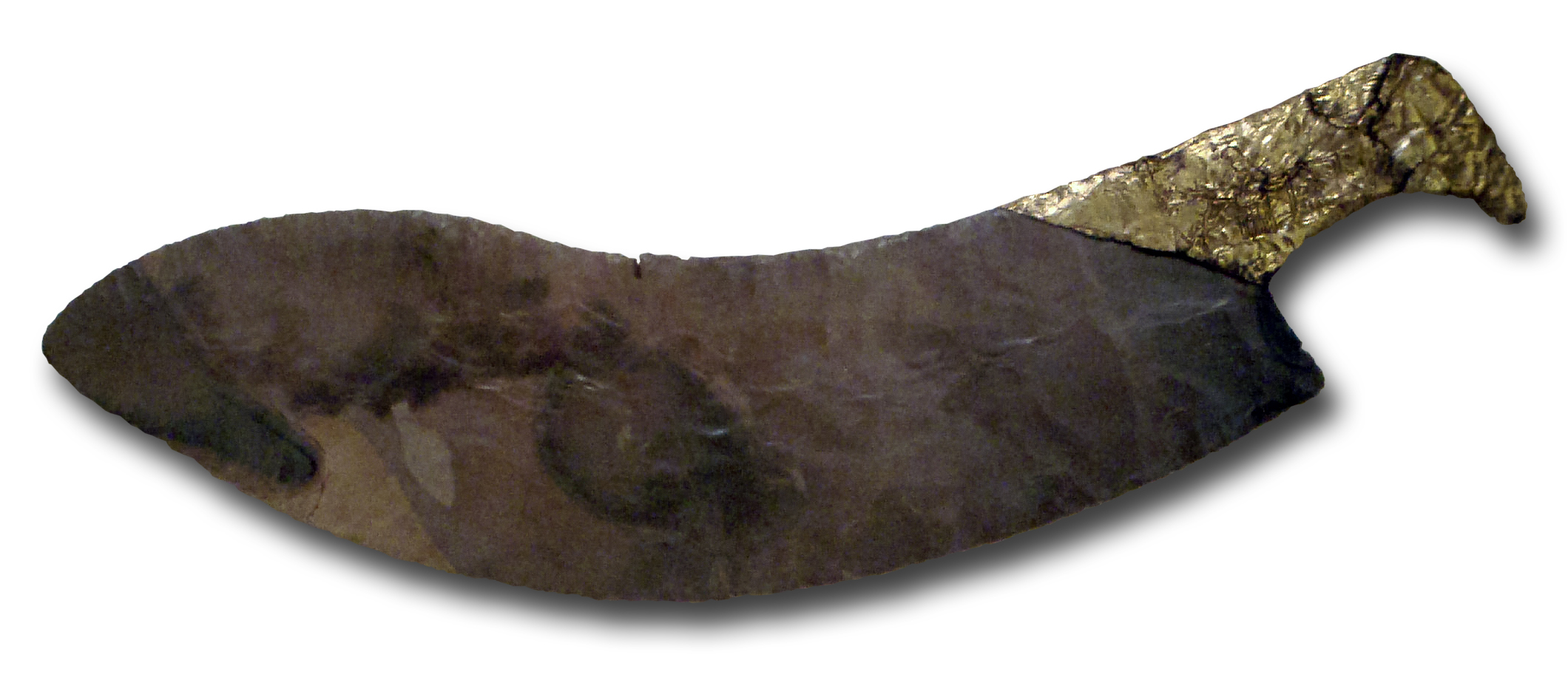
Ägyptisches Ritualmesser für den Opferdienst, ca. 3000 v. Chr.

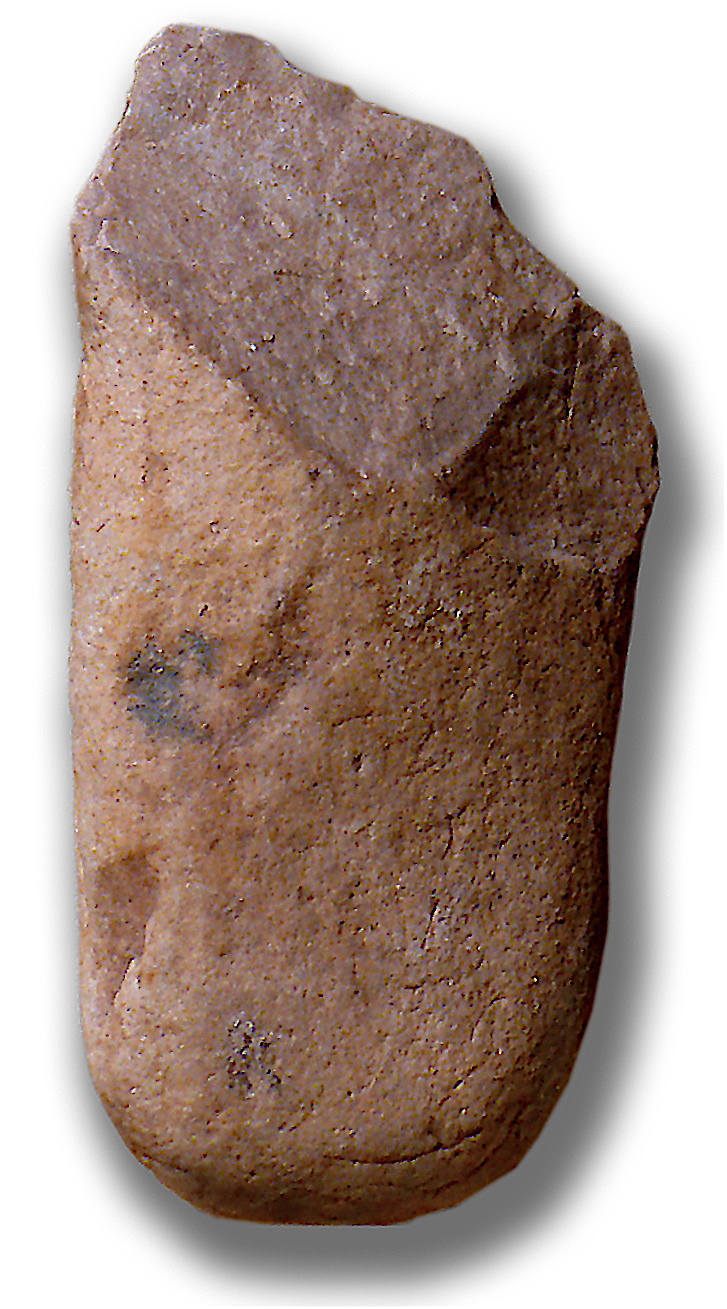
Geröllgerät

Seit der Altsteinzeit benutzt der Mensch scharfe Klingen, zuerst aus Stein, vereinzelt aus Holz, Knochen und anderen harten Materialien. Sie halfen dem Menschen, andere Nahrungsquellen zu erschließen und beispielsweise Aas zu verwerten, da sein Gebiss nicht zum Zerreißen von Fleisch ausgelegt war. Das Messer war seit der Vorgeschichte ein persönliches Universalwerkzeug. Es wurde gleichermaßen von Frauen und Männern aus adligem, bürgerlichem und bäuerlichem Umfeld meist am Gürtel getragen, zählte als Kleidungsbestandteil und hatte – was die Messer mit zweischneidigen Klingen betrifft – als Dolch mit Doppelfunktion teilweise den Charakter eines Standeszeichens.
Fortschreitende Innovationen verhalfen dem Menschen, Metalle zu gewinnen, sodass er Klingen zuerst aus Bronze und später aus Eisen beziehungsweise Stahl herstellen konnte. Die Herstellung wurde zunächst von der Funktionalität des Messers als Gebrauchsgegenstand bestimmt. Zu einer späteren Zeit erhielt es einen künstlerischen Wert, der Glanz, unterschiedliche Farbgestaltung der Klinge, Verwendung von Gold, Silber, Edelsteinen und die Anfertigung kostbarer Einlegearbeiten und Gravuren umfasste. Das Messer (wie seine verlängerte Form, das Schwert) umgab schon immer ein Hauch von Mystik, was zu schmuckvoll gestalteten Ritual- und Zeremonienmessern führte.
Wandel und Entwicklung, denen das Messer in seinen Funktionsspektren vom frühen Mittelalter bis in die Neuzeit unterworfen war, werden grob in
- frühgeschichtliche Messer mit Waffencharakter
- mittelalterliche Mehrzweckmesser
- frühneuzeitliche Tafelmesser

unterteilt. Erst im 15. Jahrhundert kam es zur Trennung von Messern und messerartigen Waffen. In den Jagdbestecken des Adels hat sich diese Doppelfunktion bis in das 18. Jahrhundert erhalten, wobei sich eine klare Trennung schon aus der Tatsache heraus nicht herbeiführen lässt, dass jedes Messer jeder Funktion und Epoche gleichermaßen zur Waffe werden kann.

### Steinzeit

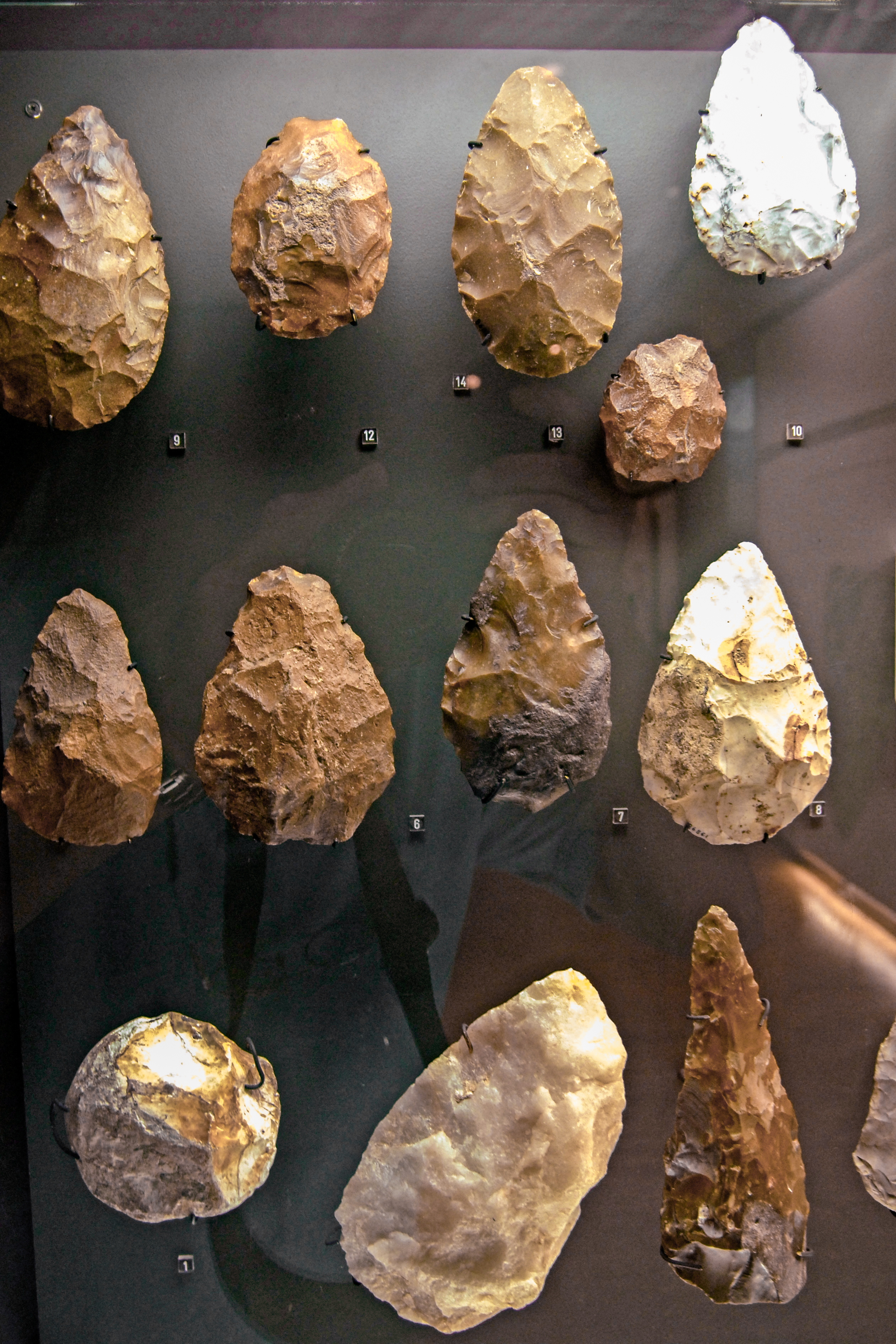
Faustkeile

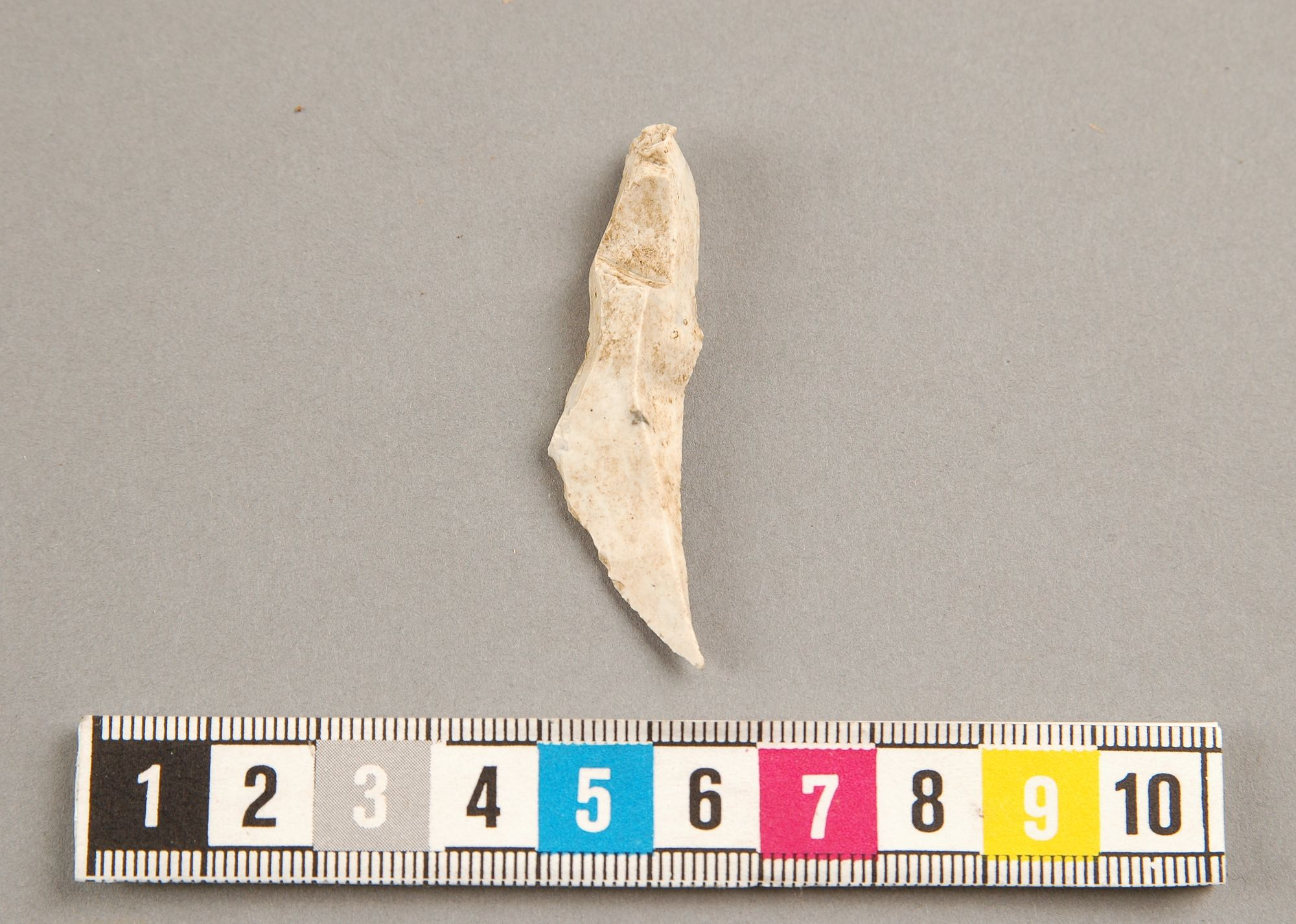
Feuersteinmesser von Västra Balltorp

Vor mehr als zweieinhalb Millionen Jahren stellte Homo habilis, der Urahn des heutigen Menschen, die ersten primitiven Werkzeuge her. Er schlug sich aus geeigneten Steinen funktionale Schlag-, Schneide- und Schabwerkzeuge, die in der Archäologie nach ihrem ersten Fundort, der Olduvai-Schlucht in Tansania, als Oldowan oder allgemein als Geröllgeräte bezeichnet werden. Er verwendete dabei mehr oder minder eckige Felsstücke als Rohstoff. Rund zwei Millionen Jahre alt, sind die Chopper genannten Werkzeuge, die bereits das Aufspalten massiver Knochen ermöglichten, um an das fettreiche und nahrhafte Mark erlegter oder von Wildtieren getöteter Tiere zu gelangen.
Die Weiterentwicklung der Chopper waren die für Altsteinzeit typischen Chopping Tools. Sie weisen im Gegensatz zu diesen eine zweiseitig bearbeitete Schneide auf. Sie wurden vor rund eineinhalb Millionen Jahren gefolgt vom Faustkeil, einem zweiseitig bearbeiteten, mandelförmigen Steingerät, dessen runder Basis eine spitz zugerichtete Seite gegenüberlag. Sie waren 15 bis 30 Zentimeter lang, von 40 Gramm bis zu einem Kilogramm schwer. Wegen ihrer vielseitigen Funktionsweise werden sie als Schweizer Taschenmesser der Steinzeit bezeichnet, das bis ins späte Mittelpaläolithikum vorkam. Wahrscheinlich erfüllten die Faustkeile zahlreiche Funktionen wie Hacken, Schneiden, Schaben, Schlagen und Werfen.
Vor einer Million Jahre hatte der Homo erectus eine Technik erlernt, um die schneidende Seite von Steinen zu splittern. Bald entdeckte der Steinzeitmensch der Altsteinzeit die besondere Schärfe des Feuersteins, aus dessen Knollen er mit der Levalloistechnik unter Zuhilfenahme von Schlagsteinen Klingen herausschlug und diese durch Abschlagen an den Rändern formte (was als Retusche bezeichnet wird). Manche Feuersteinklingen zeichneten sich durch eine Schärfe aus, die an die moderner Skalpelle heranreichte. Das hängt mit den Eigenschaften des Materials (amorpher Quarz) zusammen, das ähnlich wie Glas sehr scharfe Bruchkanten bilden kann. Diese Verfahrensweise verbreitete sich in Europa und Asien. Dem Neandertaler vor 125.000 bis 40.000 Jahren wird eine besondere Begabung in der Herstellung von Messern aus Feuersteinsplittern zugeschrieben. Im östlichen Mittelmeer- und insbesondere im mesoamerikanischen Raum wurden Klingen aus Obsidian hergestellt, einem außerordentlich harten Glas vulkanischen Ursprungs, dessen Vorkommen die Kultur von Teotihuacán ihren wirtschaftlichen Reichtum mit verdankte und das die Entwicklung von Metall über Jahrhunderte überflüssig machte.

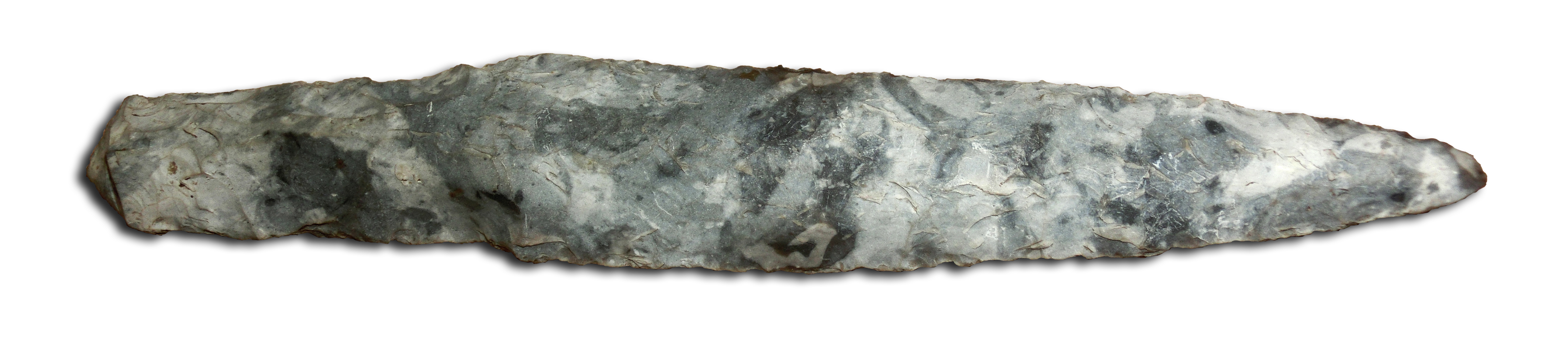
Neolithisches Messer von Jäla, Schweden

Bis dahin hatten Schneidwerkzeuge nicht über einen Griff verfügt, doch zeigte sich, dass ein solcher Vorteile bringt. So wurden Klingen mit Griffen aus Horn, Knochen oder Holz versehen. Aus der Jungsteinzeit sind Pfahlbaumesser bekannt, für die Feuersteinklingen geschliffen und passende Griffe aus Holz oder Horn hergestellt und angepasst wurden.
Der Übergang von Altsteinzeit zur Jungsteinzeit, vom Jäger und Sammler zu sesshaften Bauern mit domestizierten Tieren und Pflanzen, wurde durch die Weiterentwicklung des Messers begünstigt, wenn es nicht gar eine wichtige Voraussetzung darstellte. So definierte der britische Anthropologe Sir John Lubbock 1865 den Übergang in die Jungsteinzeit noch mit dem Auftreten von geschliffenen Steinartefakten; heutzutage wird der Beginn der Jungsteinzeit mit dem Übergang von der aneignenden zur produzierenden Wirtschaftsweise in Verbindung gebracht, die folgende Merkmale aufweist: domestizierte Tiere und Pflanzen, geschliffene Steingeräte und Sesshaftigkeit später auch Keramikherstellung.

### Bronzezeit

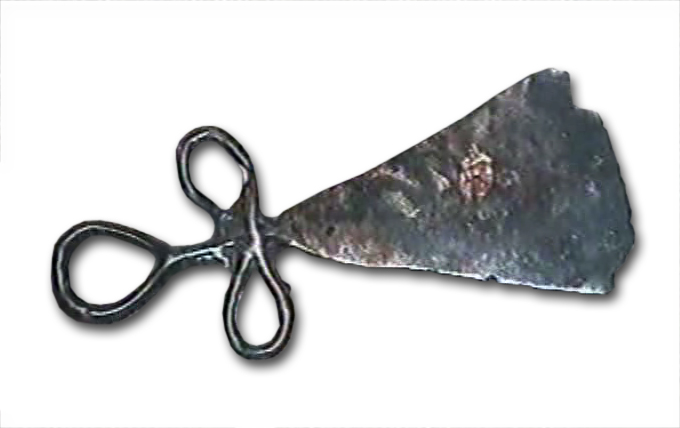
Ritualmesser der Bronzezeit aus der Ukraine

In der Bronzezeit, die im 3. Jahrtausend v. Chr. einsetzte, wurden Kupfer-Werkzeuge zusätzlich zu Steinwerkzeugen verwendet und daraus bald Messer hergestellt. Es wird vermutet, dass bereits im 4. Jahrtausend v. Chr. Messer aus Kupfer gefertigt wurden, was aber fossil nicht nachweisbar ist.
Bereits um 2600 v. Chr. waren die Ägypter in der Lage, erste chirurgische Messer aus Kupfer herzustellen. Kupfer war allerdings nicht robust und zu weich; so wurden Zinn und Kupfer zu Bronze-Legierungen geschmolzen.
Durch ihre höhere Festigkeit und leichtere Bearbeitung verdrängte die Bronze das Steinmaterial. Die Griffe dieser Messer waren ganz aus Metall, eine Auflage weiterer nicht mehr erhaltener Bestandteile aus organischem Material (beispielsweise im Lauf der Zeit verrottetes Holz) wird von den Wissenschaftlern nicht angenommen. Diese Vollgriffmesser wiesen verschiedene Klingenformen und Griffgestaltungen auf. Sie wurden in einem einschaligen Guss hergestellt und sind daher einseitig profiliert. Später kamen zweischalige Gussformen in Gebrauch, was die Messer beidseitig profilierte.
Insbesondere bei den Römern wurden Messer aus Messing hergestellt, da es gut zum Formguss geeignet und wegen der Gold ähnelnden Farbe sehr beliebt war.
Später verdrängte das Eisen die Bronze als Material weitestgehend, doch einige Vorteile (relative Korrosionsbeständigkeit, sprüht im Gegensatz zu Stahl keine Funken) machen Bronzemesser bis heute interessant. Tauchermesser aus Bronze waren daher die bevorzugte Wahl, bis es Titan gab. Noch bis in das 20. Jahrhundert hinein gab es darüber hinaus nicht selten aus Bronze gefertigte Fruchtmesser.

### Eisenzeit

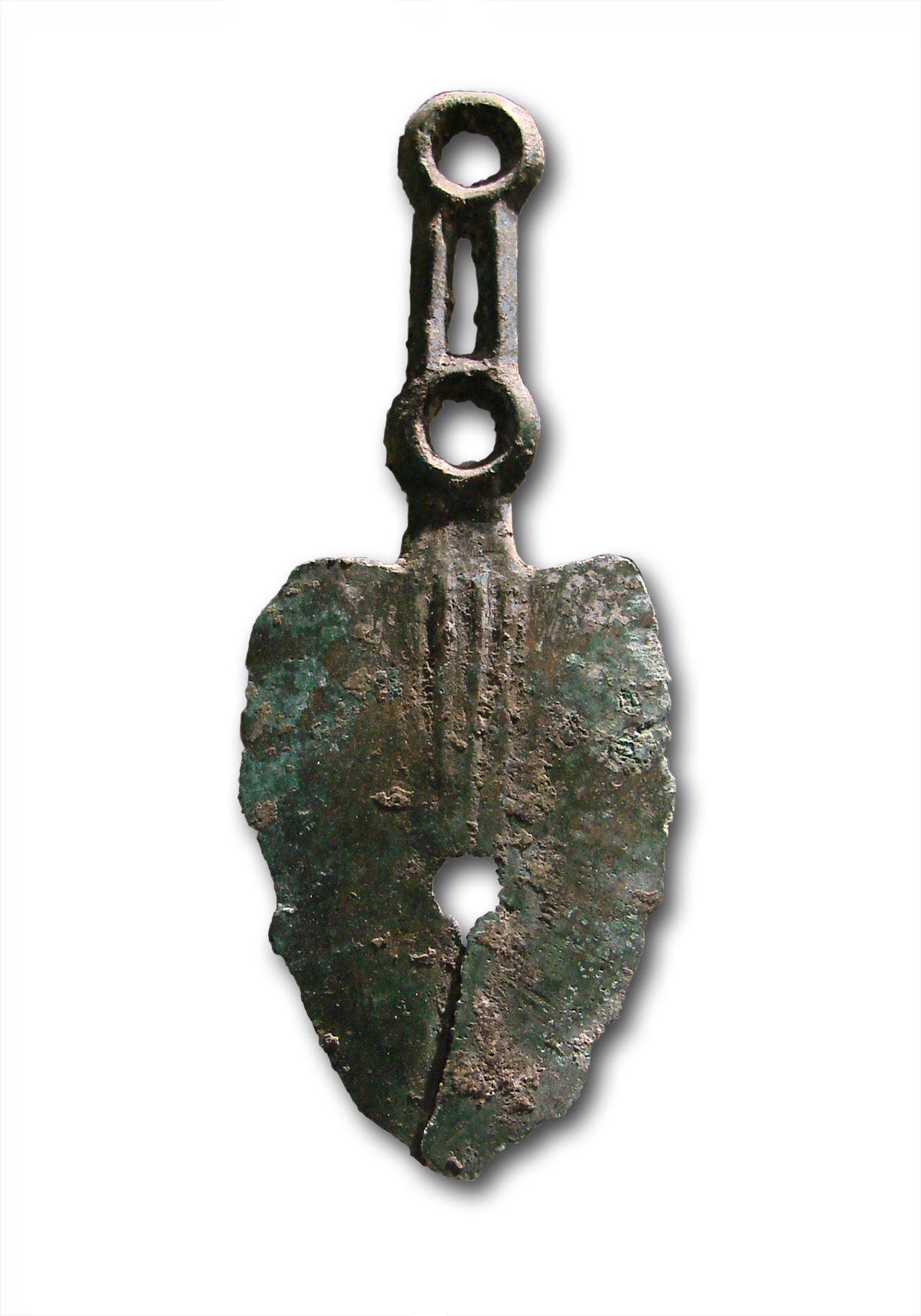
Rasiermesser aus der Hallstattzeit

Bereits ab der Endbronzezeit kamen Eisenmesser auf, welche die Bronzemesser wegen ihrer vielfältigen Vorteile schnell ablösten. Messer mit eisernen Klingen sind in Europa seit der Hallstattzeit nachweisbar. Die Verhüttung von Eisen bei den Hethitern seit dem 17. Jahrhundert v. Chr. ist belegt, eine Technik, die sich erst ab dem 12. Jahrhundert v. Chr. über den Vorderen Orient und den Mittelmeerraum ausbreitete und Mitteleuropa spät erreichte, wo die Eisenzeit erst im 8. Jahrhundert v. Chr. einsetzte und vermutlich erst ab dieser Zeit Stein-, Bronze- und Messingmesser schrittweise ablöste.
Die späte Verbreitung war auf die Schwierigkeiten der Herstellung zurückzuführen. Die Verhüttung von Eisenerzen erforderte Temperaturen in den Rennöfen, die bis über 1.250 °C gingen. Viele Jahrhunderte lang konnte Eisen in der Schmiedeesse nur bis zur Rotglut erwärmt und mit dem Hammer, zumeist auf Steinambossen, bearbeitet werden. Antike Gegenstände aus Eisen sind selten, da dieses schnell rostet und im Verlauf weniger Jahrhunderte verschwinden kann. In Ugarit (Syrien) wurde ein Messer aus der Zeit um 1200 v. Chr. gefunden. Die Klinge besteht aus Eisen, der mit goldenen Rauten verzierte Griff aus Kupfer.
Die so etablierte Eisenverarbeitung hielt sich bis in das 17. Jahrhundert, z. T. in kleinen Betrieben, den sogenannten Waldschmieden, auch noch länger, bis die stetige Nachfrage und viele neue Techniken zu einer Verbesserung der Verfahren führten. In ganz Europa verbreiteten sich leistungsfähigere Hochöfen, die eine quantitativ höhere Produktion erlaubten. Das wurde zusätzlich durch wasserkraftbetriebene Blasebälge und durch Wasserkraft bewegte Schmiedehämmer, sogenannte Schwanzhämmer, möglich. Das durch die nun erreichbaren höheren Temperaturen erzeugte Roheisen musste allerdings durch Frischen oder Gärben von seinem hohen Gehalt an Kohlenstoff befreit werden, um es für die Schmiede verarbeitbar zu machen. Diese Handwerker wurden bald Messerschmied, volkstümlich auch Messerschmidt, genannt. In zahlreichen Familiennamen hat sich das erhalten.

### Antike

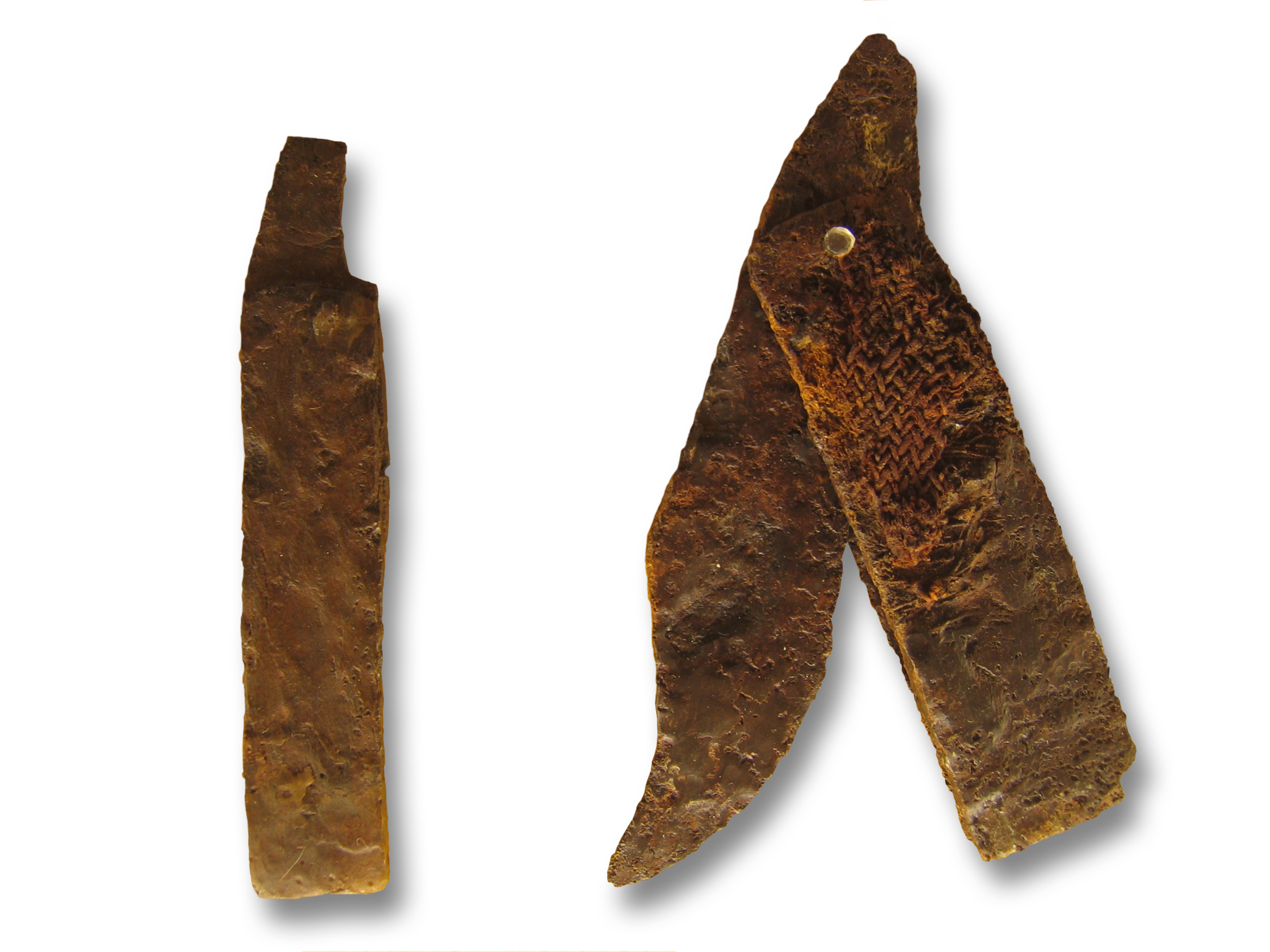
Klappmesser aus dem 6. Jahrhundert

In der Antike war das Messer ein allgemeiner, unentbehrlicher, täglich verwendeter Gebrauchsgegenstand. Es war bereits mit einer dazugehörigen Scheide aus Leder versehen. Das typische persönliche Messer jener Zeit hatte einen kurzen, normalerweise aus Holz oder Knochen gefertigten Griff, der auf die Flachangel genietet oder auf eine Spitzangel aufgesteckt war.
Zur hohen Kaiserzeit des Römischen Reiches gab es ebenso in Serien gefertigte Exemplare der toreutischen Künste, sehr wertvolle Messer mit einem Griff aus bearbeitetem Silber. Auf den Esstischen erschienen erstmals kleine, zierliche Obstmesser mit Klingen aus Elfenbein oder Knochen. In dieser Zeit fanden sich erstmals Messer mit Klappgriff, die den heutigen Taschenmessern entsprechen und in Skelett-Bauweise hergestellt und in einem Stück aus Bronze gegossen wurde. Auch diese Messer wurden alltäglich im Haushalt und bei der Arbeit eingesetzt sowie als Jagdmesser oder Opfergabe verwendet. Es gab sogar Eisen- oder Bronzemesser mit Griffen aus Holz oder Eisen, seltener aus Elfenbein. Oftmals waren diese Griffe mit Figuren oder Dekorationen verziert. Die Tischmesser hatten eine kleine, leicht abgerundete Klinge.
Desgleichen war das Opfermesser (secespita) von hoher Bedeutung. Der römische Priester schnitt damit die Stirnhaare des Opfertiers ab. Das Messer wies eine lange und breite, fast dreieckige Klinge mit einem kurzen und breiten Griff auf. Fast alle Gesellschaften, in denen die Religion Blutopfer verlangte, töteten ihre Opfer mit dem Messer und nicht mit dem Schwert, während für den Selbstmord häufig nicht das Messer, sondern eine Waffe (Brutus, Marcus Antonius) benutzt wurde, vorzugsweise das Schwert. Eiserne Messer waren als Kultmesser verpönt. Eisen stellte nämlich gegenüber Stein und Bronze etwas Neues dar, während Religion und Magie das Alte bewahrten.
In der Antike kam eine Vielfalt von chirurgischen Messern auf. Den hippokratischen Ärzten war der Gebrauch des Messers untersagt, es war den Chirurgen vorbehalten. Im Römischen Reich bestand die typische Ausstattung des Chirurgen aus diversen Messern in verschiedenen Längen und Breiten sowie einer schaufelförmigen Ohrsonde, deren Rand messerscharf war. Die Instrumente waren typischerweise komplett aus Bronze gefertigt, während die chirurgischen Messer Griechenlands aus einem Bronzegriff und einer Stahlklinge bestanden. Diese konnte doppelschneidig sein. Es gab aber auch Messer, die nur eine scharfe Schneide aufwiesen und auf der anderen Seite als Spatel dienten, einem messerklingenartigen, länglich flachen, aber nicht schneidenden Instrument. So führte man mit der scharfen Seite den Schnitt, während man mit der stumpfen Seite die verschiedenen Weichteile auseinanderhielt. Bei diesem Messer gingen Griff und Klinge ineinander über, es handelte sich also um die Vorstufe des klassischen Skalpells. Diese Messer wurden hauptsächlich zum Entfernen von Geschwülsten oder anderen „Fremdkörpern“ verwendet. Der Polypenspatel war ein zweischneidiges Messer mit nur mäßig scharfer Klinge, das zur Abtrennung weicher Gewebeteile wie Polypen verwendet wurde. Zu dieser Gruppe der chirurgischen Instrumente gehörte die Amphismela, eine „Beinsäge“, ein griechisches zweischneidiges Messer, das bei Amputationen eingesetzt wurde.
Auch die Kelten stellten hochwertige, funktionale und – aus künstlerischer Sicht – schöne Messer her.

### Mittelalter

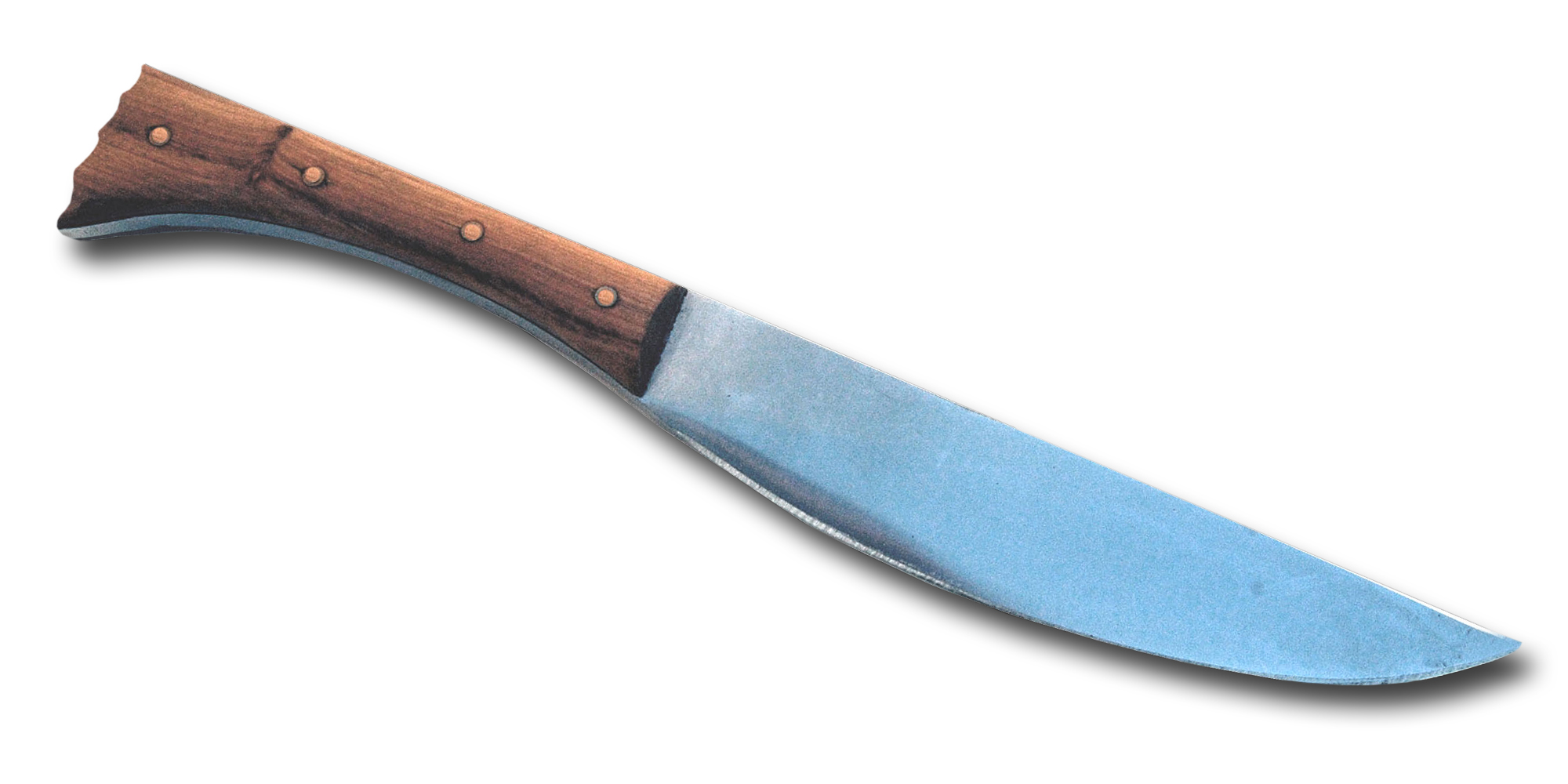
Nachbau eines mittelalterlichen Tafelmessers

Im Mittelalter waren bei beiden Geschlechtern einfache Gebrauchsmesser als persönliche Ausrüstung üblich, die ständig mitgeführt wurden. Seit mindestens dem 15. Jahrhundert wurde das Messer als persönliches Essbesteck zusammen mit einem Löffel in einem Lederfutteral am Gürtel getragen. Dieses Futteral beziehungsweise Etui wurde „Besteck“ genannt; die Bezeichnung ging später auf den gesamten Satz der Esswerkzeuge über.
Im 17. Jahrhundert kam zum Essbesteck in Europa nach und nach eine in der Regel zweizinkige Vorlege- bzw. Tranchier-Gabel hinzu, wobei die Besteckteile überwiegend mit Klappgriffen ausgerüstet waren. Der Gebrauch von Besteck bei Tisch war indes zögerlich und bürgerte sich erst im 19. Jahrhundert auf breiter Basis ein. Bis dahin dominierte der Löffel als Esswerkzeug, während das Messer vorwiegend zum vorherigen Zerkleinern in mundgerechte Portionen Verwendung fand. So bezeugt die Schilderung des Erasmus von Rotterdam, in städtischen Gasthöfen befinde sich nur das Notwendigste an Geschirr, Messer habe der Gast selbst mitzuführen, das Vorhandensein von persönlich getragenen Messern noch im 16. Jahrhundert.
In einem mittelalterlichen Haushalt fanden sich verschiedene Messertypen – klein und krumm, mit geteilter Klinge zum Schneiden und Aufspießen oder mit einem Haken als Spitze zum Abschaben von Knochen, Festhalten oder Aufspießen von Fleisch. Jedoch brachten Gäste zu einem gemeinsamen Mahl ihre eigenen Tischmesser mit, mit denen sie Fleischstücke aufspießten und zum Mund führten, wenn sie die Finger nicht zum Essen verwendeten. In diesem Punkt unterschieden sich Bauerntisch und königlicher Hof nicht. Beim mittelalterlichen Festessen am Hof wurden die Speisen vor den Gästen von einem Vorschneider, dem so genannten Tranchiermeister, in mundgerechte Häppchen zerlegt, was den Gebrauch eines eigenen Messers überflüssig machte. Die Zeremonie des Tranchierens blieb bis in die Renaissance eine Tischsitte bei Hofe.
Das Aufkommen reiner Tafelmesser – oft unberechtigterweise mit dem Niedergang des Mehrzweckmessers gleichgesetzt – ist von der Wissenschaft nicht abschließend datiert. Haedeke nimmt das Ende des 16. Jahrhunderts an und unterscheidet seither zwischen „vornehmen Häusern“, in denen jedem Gast ein eigenes Tafelmesser bei Tisch vorgelegt wurde, und „einfachen Leuten“, die ihr Messer selbst mitbrachten. Wühr hingegen sieht die Verbreitung des Tafelmessers bereits im 15. Jahrhundert. Nach seiner Ansicht wurde es zusammen mit einem größeren Messer in einer Scheide getragen und stets mitgeführt.
Die Form der Tafelmesser wird übereinstimmend beschrieben: Es handelte sich um schlanke, oft spitze Messer, die sich durch eine geringere Klingenlänge und feinere Griffgestaltung auszeichneten.

### Neuzeit

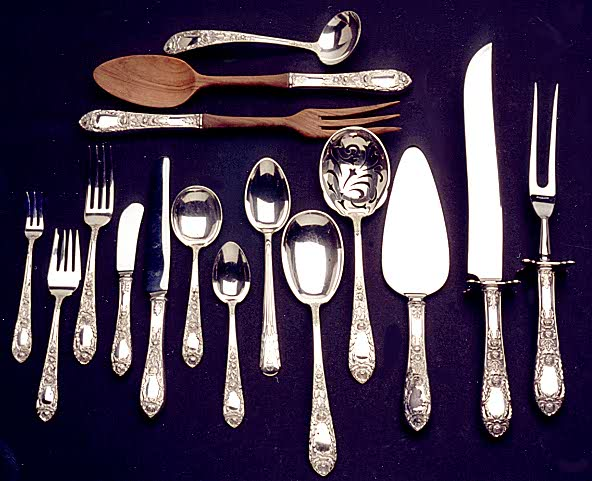
Kostbares, vielteiliges Tischbesteck aus Sterlingsilber, aus dem frühen 20. Jahrhundert einschließlich Tranchierbesteck (ganz rechts)

Noch im Europa des 14. Jahrhunderts wurde Eisengewinnung im Rennfeuer vorgenommen, doch erst gegen Ende des Mittelalters konnte mit der Einführung von Hochöfen Gusseisen in größeren Mengen erzeugt werden. Aus diesem Roheisen wurde durch Gärben, später durch Frischen und Puddeln, schmiedbares Eisen und Stahl in besserer Qualität erzeugt.
Mit dem Beginn des 16. Jahrhunderts formten sich bis zum 18. Jahrhundert umfangreiche Tischsitten aus. Diese Ästhetisierung verlangte neues, kostbares und prunkvolles Tischgerät. Bei Hofe entfaltete sich der Akt des Tranchierens zu seiner vollen Blüte. Das Essgerät wurde weiterhin von jedem Gast zu einem Mahl mitgebracht. Messer, besonders mit Silbergriff und reicher Verzierung, wurden zu einem wichtigen Statussymbol.
Im Barock und Rokoko waren bedeutende Neuerungen in Form, Funktion und Dekoration zu beobachten. Der auffallendste Wandel war die Entwicklung vom „stehenden“ zum „liegenden“ Tischgerät, verbunden mit der Tatsache, dass der Gast sein Besteck – also gleichfalls das Messer – nicht mehr mitbringen musste. Zum ersten Mal trat die gemeinsame Gestaltung von Messer, Löffel und Gabel in den Vordergrund. Es entwickelte sich ein differenzierter Stil des Speisens, mehrtägige Ess- und Trinkgelage wie in der Renaissance wurden zurückgedrängt. Das Schau-Tranchieren verlor im Laufe des 18. Jahrhunderts an Bedeutung. Die damit in Zusammenhang stehenden Aktivitäten verlagerten sich mehr und mehr in die Küche. Die Funktionsänderung bedingte eine Änderung der Form: Das Messer verlor seine Spitze zum Aufspießen, da diese Anforderung vom Pfriem beziehungsweise der sich immer mehr durchsetzenden Gabel übernommen wurde.
Das 1771 erschienene Werk des Messerschmieds Jean Jacques Perret (1730–1784): L’Art du Coutelier (Die Kunst des Messerschmieds) beschrieb detailliert die seinerzeit modernsten Arbeitsvorgänge zur Herstellung von Messern und chirurgischen Instrumenten. Es wurde zum Standardwerk des 18. Jahrhunderts und wirkte dabei mit, dass Frankreich bei den Klapp- oder Taschenmessern zum Marktführer aufstieg. Auch die zeitgenössische Mode half: Der perfekt ausgestattete „Herr der guten Gesellschaft“ führte neben einer reich verzierten Schnupftabakdose und einem schmucken Spazierstock stets ein ebenso wertvolles wie hübsches Taschenmesser mit sich. Das Repertoire der Pariser Messerschmiede schloss daneben Spezialgeräte zum medizinischen Gebrauch, zur Kosmetik und für den Friseurberuf ein.
Mit der Französischen Revolution und dem Napoleonischen Kaiserreich bildeten sich neue Lebensweisen heraus, die vor allem auf die beginnende Industrialisierung zurückzuführen waren. Diese wirkte sich auf das Messer aus, das bald nicht mehr nur in kostbaren Unikaten, sondern als billige Massenproduktion erhältlich war. Neue industrielle Techniken wie das Stanzen erlaubten eine gleichbleibende, akzeptable Qualität bei niedrigen Kosten. Diese Entwicklungen führen dazu, dass der althergebrachte Handwerksberuf des Messerschmieds nahezu verschwindet und erst am Ende des 20. Jahrhunderts eine Renaissance erlebt.
Im 19. Jahrhundert wurde für Besteckmesser kohlenstoffreicher Stahl verwendet. Dieser rostete leicht, insbesondere wenn er mit säurehaltigen Lebensmitteln in Kontakt kam. Um ansehnlich zu bleiben, mussten die Messer daher immer wieder, in der Regel auf einem Stoßriemen, aufwändig poliert werden. Als Abhilfe erschien ab Mitte des 19. Jahrhunderts die Messerputzmaschine auf dem Markt.
Der um 1912 entwickelte rostfreie Stahl, der einen erhöhten Gehalt von Chrom (13 bis 15 Prozent) aufweist, somit die Klinge glänzender erscheinen lässt und gegen Umwelteinflüsse wie Feuchtigkeit und schwache Säure resistenter als Kohlenstoffstahl ist, wird seitdem zunehmend, jedoch nicht ausschließlich, als Klingenmaterial verwendet.
Doch der frühe rostfreie Stahl hatte zunächst Probleme, so wurden die Messer nicht scharf genug. Aber Ende der 1930er setzte er sich doch durch.

## Funktion: Das Schneiden
Mit dem Messer ist vorrangig der Vorgang des Schneidens verbunden, wobei das Messer allgemein als ein Schneidwerkzeug mit spanlosem, trennendem Schnitt anzusehen ist. Technisch gesehen handelt es sich dabei um ein nicht zerspanendes Keilschneiden, das hauptsächlich dem Trennen biegeschlaffer Schnittgüter dient, bei dem das Schneidgut auseinandergedrückt wird. Schneidfähigkeit und Schnitthaltigkeit bestimmen dabei die Güte des eingesetzten Messers.
Die Hauptkomponente beim Zerteilen eines Stoffs ist der Druck. Ein gutes Messer zum Schneiden ist so beschaffen, dass die Schneide möglichst dünn ist. Je kleiner ihre Fläche, desto größer wird der Druck, den das Messer beim Schneiden ausüben kann. Die Auflagefläche stumpfer Messer ist zu dick, um problemlos durch das Schnittgut gleiten zu können. Bei gleichem Energieaufwand dringen scharfe Messer demgemäß tiefer in das Material ein als stumpfe. In der häuslichen Praxis unterscheidet man den Druckschnitt (z. B. beim Rasieren) vom Zugschnitt, wie er meist in der Küche angewendet wird.
Dringt die harte Klinge des Messers in weicheres Schnittgut ein, zerstört es an der Schnittstelle die molekulare Struktur dieses Schnittguts. Feste Materie besteht aus eng gepackten Molekülen, die von elektrischen Bindungskräften zusammengehalten werden, die nur auf kurze Distanz wirken. Sobald die keilförmige Schneide die Moleküle weit genug auseinandergedrückt hat, werden diese Bindungskräfte zu schwach, und die Moleküle verlieren ihren Zusammenhalt.
Im täglichen Gebrauch in Haus und Werkstatt wird auf ganz unterschiedliche Weise mit Handmessern umgegangen, wobei man von drei grundlegenden Schnittarten sprechen kann:
- Druckschnitt
- schabender Schnitt
- Zugschnitt

## Messerarten
Es gibt eine reiche Vielfalt von Messerarten und verschiedene Ansätze zur Kategorisierung. Hinsichtlich ihres Verwendungszweckes können sie grob eingeteilt werden in
- Arbeits-, Berufs- und Freizeitmesser
- Besteckteil
- Haushalts- und Küchenmesser
- Industriemesser
- Kampfmesser
- Rasiermesser
- Ritualmesser

Messer können ebenso nach ihrer Klinge kategorisiert werden. So gibt es:
- lange und kurze Klingen,
- schmale und breite,
- glatte und gewellte,
- gerade und gebogene,
- feststehende und bewegliche Klingen (z. B. versenkbare Klingen (Fallmesser, einige Springmesser), Klappmesser, Faltmesser),
- sowie Messer mit auswechselbaren oder Abbrechklingen (sogenannte Cutter).

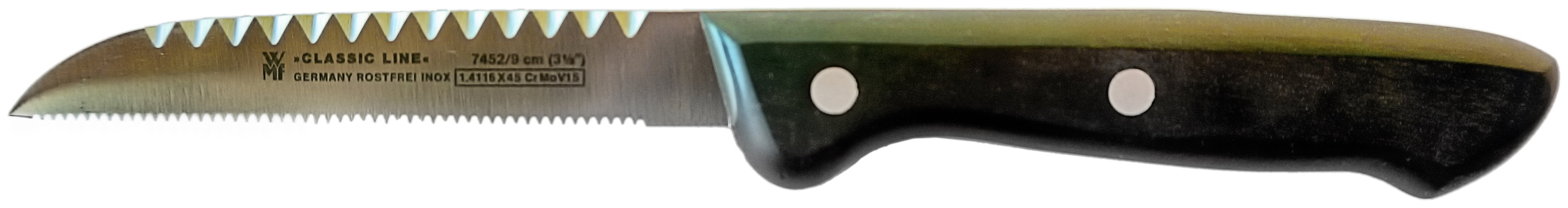
Spezialform: Buntmesser

Die Unterteilungen sind dabei stets fließend; dazu gibt es Spezialmesser, die nicht eindeutig zuordenbar sind. Außer ihrer ursprünglichen Bestimmung als Schneidewerkzeug entwickelten sich einige Messertypen zu Stich- und Hiebwaffen oder Multifunktionswerkzeugen mit mehreren Klingen, Sägen, Zangen und anderen Kleinwerkzeugen (zum Beispiel Schweizer Taschenmesser).

## Aufbau

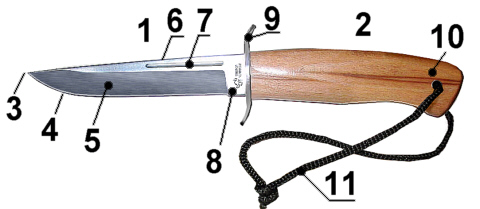
Charakteristische Teile eines Messers

Aufbau und Material der Messer haben sich bis heute kaum verändert. Grundsätzlich besteht jedes Messer aus einer Klinge (1) und einem Griff, auch Heft (2) genannt. Der Teil der Klinge, der nicht im Griff liegt, wird Klingenblatt genannt. Jede Klinge hat eine Spitze (3), „Ort“ genannt, und eine Fase oder Wate (Schneidfase, auch Sekundärfase oder Schleiffase) (4), die scharfe Kante, von der letztlich die Schneidwirkung ausgeht. Die Schneidfase kann noch eine Mikrofase haben, wenn beim Abziehen der Klinge in einem etwas stumpferen Winkel gearbeitet wird. Die Fase ist die Schneidkante der Klinge, die in einem bestimmten Profil angeschliffen ist. Die verschiedenen Flächen mit unterschiedlichen Winkeln entfallen, wenn die Klinge insgesamt ballig (konvex) ausgeschliffen ist (der Solinger Dünnschliff fällt auch darunter). Der Klingenspiegel bezeichnet die Seitenfläche der Klinge, oberhalb des Anschliffs (Primärfase; 5) und unterhalb des Rückens (hier liegt die Hohlkehle im Spiegel). Der Spiegel kann auch nur die Fläche des Ricassos (8) sein, wenn die Klinge einen hohen Anschliff, bis zum Rücken, besitzt. Das Maß zwischen Rücken und Schneidkante wird als Höhe der Klinge bezeichnet.
Die der Schneide gegenüberliegende Seite ist der Messerrücken (6). Unterhalb des Messerrückens kann eine Hohlkehle (7) Material und somit Gewicht sparen. Die Klinge wird durch diese Sparmaßnahme kaum geschwächt. Das Ricasso ist der nicht scharfgeschliffene Teil zwischen Griff (beziehungsweise Parierstange) und Schneide; es wird auch Fehlschärfe genannt. Der Übergang zwischen Blatt und Fehlschärfe oder Kropf wird Einsatz genannt. Die Fehlschärfe ist die Stelle, an der in der Regel die Signatur des Messerschmieds oder der Manufaktur eingeschlagen wird, die sogenannte Schmiedemarke (8). Zwischen Klinge und Griff verhindert häufig ein Handschutz (9) das Abgleiten der Hand auf das Blatt.
Die Klinge wird mit dem Erl (nicht zu sehen) im Griff befestigt. Bei einem Messer ist der Erl die Verlängerung der Klinge, als Flach- oder Spitzangel, die in den Griff hinein reicht. Die Befestigung kann durch Einkleben erfolgen, durch Verstiften von der Seite oder durch Vernieten über dem Griffende, wozu eine längere Angel notwendig ist. Eine eventuelle Verdickung am Griffende aus Metall heißt Knauf (10), wobei die genauer beschreibenden Begriffe: Beschlag, Griffkappe, Nietscheibe, Nietknauf, Nietknäufchen (auf einem Knauf), verwendet werden. Bei einem Messer mit Flachangel kann diese durch den gesamten Griff reichen und wird dann an den Kanten umlaufend sichtbar. Auf einer Flachangel aufgenietete oder -gelötete Metallteile, welche die Enden des Griffs stabilisieren und/oder schmücken, werden Backen genannt, wenn es kein Knebel ist. Ein Knebel (oder Handschutz) wird als solcher bezeichnet, wenn es ein einzelnes Bauteil ist, welches auf die Angel geschoben wird.
Integralmesser sind solche, bei denen in der Bezeichnung betont wird, dass die Klinge mit einem Kropf oder Knebel und die Angel (hier meist Flachangel) aus einem Stück hergestellt wurden. Bei einem Vollintegralmesser ist zusätzlich auch der Knauf mit den anderen Teilen zusammen aus einem Stück gefertigt.
Die Außenseiten des Griffs bestehen bei Messern mit Flachangel häufig aus zwei Griffschalen, die meist aufgenietet werden. Der Fangriemen (regional das Bändsel; 11), ein Lederriemen oder eine Schnur, dient der leichteren Handhabung des Messers. Gebrauchsmesser werden im Allgemeinen nach dem wichtigsten Teil, der Klinge, und deren Form oder Zweck benannt. Bei historischen Messern wird häufiger die Form und Gestaltung der Klinge nur als Nebenmerkmal gesehen, während die typologische Hauptbedeutung in die Form des Griffs gelegt wird.

### Die Klinge

#### Material-Überblick

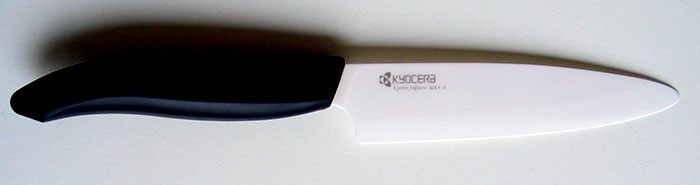
Keramikmesser

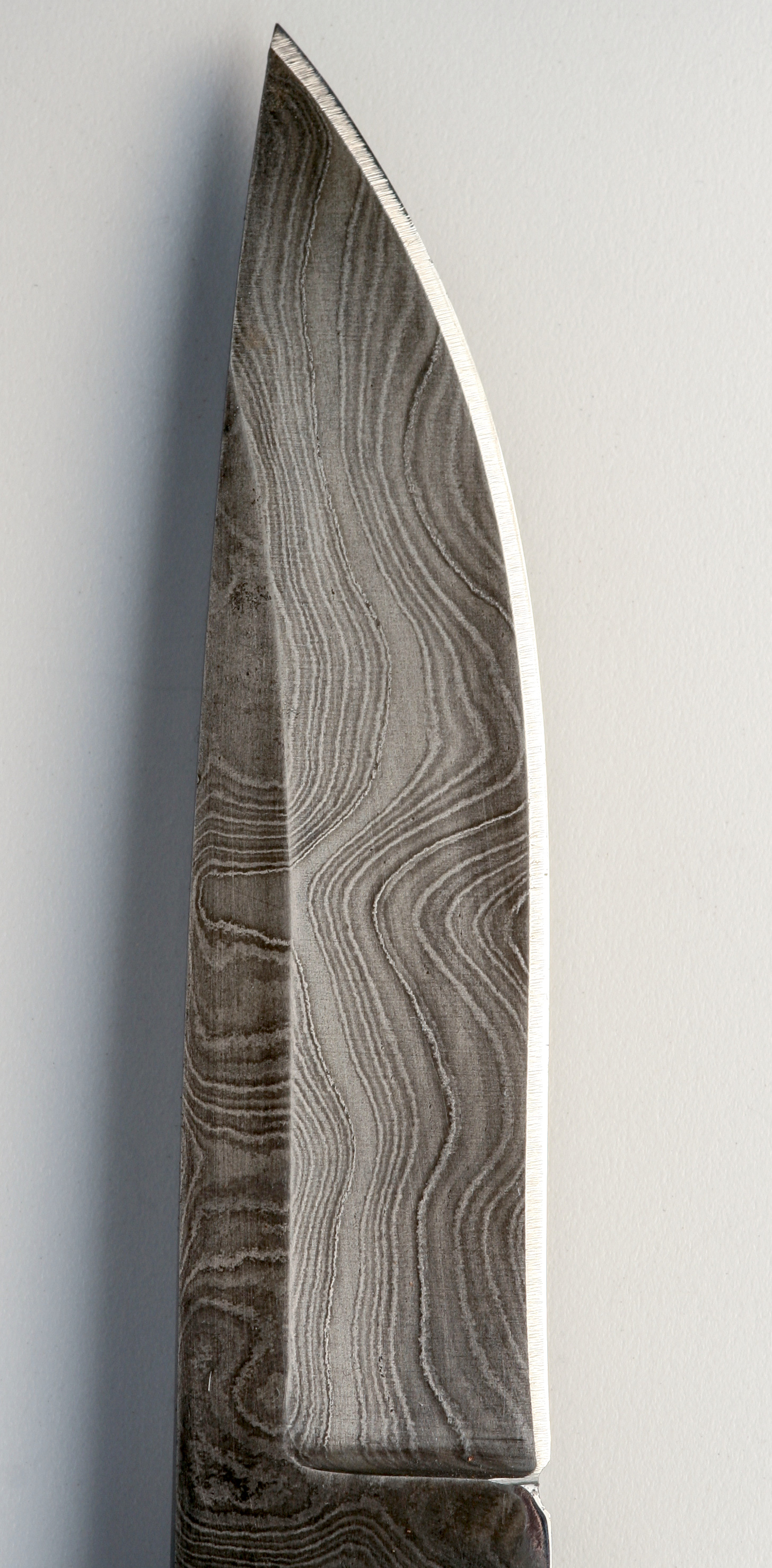
Damaszenerklinge

In der Hauptsache wird für die Klinge des modernen Messers Messerstahl verwendet, der sich je nach Zusammensetzung der Legierung durch spezifische Eigenschaften auszeichnet. Daneben gibt es metallische Klingen aus Titan- oder anderen nicht-eisenhaltigen Legierungen (wie Talonite oder Stellite).
Gegen Ende des 20. Jahrhunderts machten sich Messerhersteller auch Schneidkeramik, meist aus Zircondioxid, für Klingen nutzbar. Sie können nicht so scharf ausgeschliffen werden wie Klingen aus guten Stählen. Dafür sind sie härter und somit länger schnitthaltig, besonders bei unsachgemäßer Behandlung wie Schneiden auf harten Unterlagen aus Keramik, Glas oder Metall. Darum finden sie vor allem in Privathaushalten Verwendung, wo sie gegenüber Messern aus billigen Stählen ihre Vorteile ausspielen können.
Zudem sind sie geschmacksneutral und für Allergiker geeignet. Die hohe Härte birgt allerdings auch Nachteile. So ist die Klinge bruchanfälliger und ohne spezielle Werkzeuge nicht zu schärfen.
Selten werden Kunststoffe verwendet, die vergleichsweise wenig schnitthaltig sind, sodass der Einsatz eingeschränkt ist. Ein Beispiel dafür ist Einweg-Partybesteck.

#### Qualitätsanforderungen
Ganz besonders hängt die Qualität einer Klinge von den Eigenschaften des verwendeten Stahls ab. Im Wesentlichen bestimmt bei traditionellen (vorindustriellen) Klingen der Kohlenstoffgehalt die erreichbare Härte des Stahls. Es gibt unterschiedliche Herstellungstechniken für Messerstahl: das Raffinieren, wobei ein Rohstahl mit sich selbst verschweißt wird, um besondere Reinheit und Homogenität zu erreichen, und das Damaszieren. Die moderne Damaszenerklinge besteht aus verschiedenen Stählen mit leicht unterschiedlichen Legierungsbestandteilen, was zu vielfältigen Mustern auf der Klingenoberfläche führt. Damaszenerstahl war jedoch ursprünglich ein Zufallsprodukt der Eisenherstellung, indem Eisensorten mit unterschiedlichem Kohlenstoff- und Phosphorgehalt miteinander im Feuer verschweißt wurden. In der Wikingerzeit kam diese Technik zur Blüte; man beherrschte die Mustersteuerung und konnte Klingen mit Damaszenerstahlkern und Stahlschneiden herstellen. Das wurde vor allem in der Waffenherstellung eingesetzt und war zunächst nur bei Schwert- und Messerklingen zu finden, die den Blankwaffen zuzurechnen sind. Die Vorstellung, dass auf diese Weise harte und weiche Stähle miteinander kombiniert wurden, ist falsch.
Heutzutage gibt es Stahlsorten, welche die Vorteile des Damaszenerstahls ohne seine Nachteile (beispielsweise unsichtbare Schweißfehler zwischen den Lagen) besitzen, so wird dieser nur noch aus künstlerischen und ästhetischen Gründen verwendet.
Bei vielen historischen Klingen, aber auch in der traditionellen Messerschmiede (z. B. in Japan) wird zwei- oder mehrlagiger Stahl verwendet, der aus Schichten von zähem Eisen, Federstahl oder Werkzeugstahl bestehen kann. Bei manchen Klingen können die Muster, welche bei der Fertigung entstehen, ein typisches Erkennungsmerkmal für eine bestimmte Technik sein.
Die Härte einer Klinge wird mit der Rockwellhärte (HRC) angegeben.

#### Messer mit feststehender Klinge

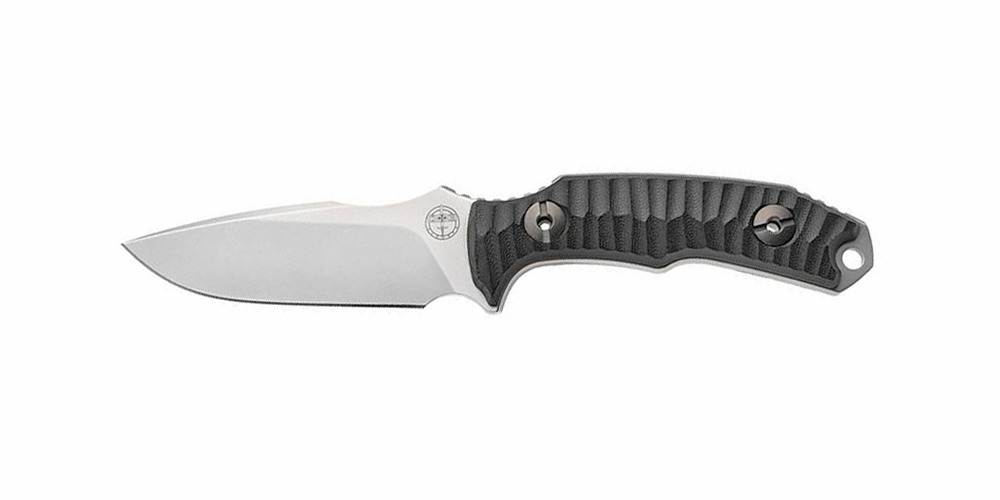
Messer mit feststehender Klinge

Feststehende Messer verfügen über eine feste, meist durchgehende Klinge, die in der Regel mit einem Griff verbunden ist, etwa bei den meisten Küchenmessern. Kampfmesser und Dolche für die militärische Verwendung gehören ebenso dazu. Zu feststehenden Messern zählen die längsten Messertypen, zum Beispiel Bajonette von über 50 Zentimetern Länge. Durch die stabile Verankerung der feststehenden Klinge können diese Messer stärkere Querkräfte vertragen. Außerdem ist bei einem feststehenden Messer nicht die Gefahr gegeben, dass die Klinge wie bei einem Klappmesser bei extremen Belastungen aus der Rastung bricht. Daher werden feststehende Messer aus Gründen der Stabilität, Sicherheit und leichterer Reinigung für viele Einsatzzwecke bevorzugt. Am stabilsten sind Integralmesser, bei denen der gesamte Messerkörper aus einem Stück Stahl geschmiedet wird.
Eine besondere Form hat das Faustmesser, bei dem die Klinge parallel oder rechtwinklig zum Griff angebracht ist.

#### Messer mit beweglicher Klinge

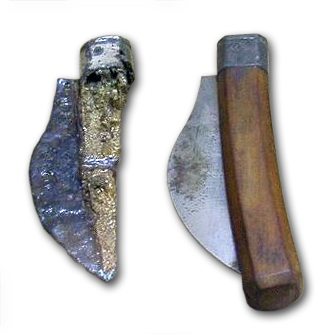
Römisches Taschenmesser mit Nachbildung

Bei Klappmessern ist die Klinge beweglich, liegt zwischen zwei Wangen und kann mittels Daumendreh oder Fingerzug in den Griff eingeklappt beziehungsweise aktiviert werden. Manche Klappmesser sind besonders für den Gebrauch mit nur einer Hand konzipiert und werden Einhandmesser genannt. Gebrauchsklappmesser verfügen zum Schutz gegen ein unbeabsichtigtes Zuklappen oft über eine feststellbare Klinge, auch kann auf dem Messerrücken eine Sperre zur Messerverriegelung gelöst werden. Da der Schwachpunkt in der Drehachse der Klinge liegt, sind Klingenlängen bis maximal zehn Zentimeter üblich, wenn auch immer wieder vereinzelt große Klappmesser auf den Markt kommen. Zum Transport wird die Klinge in den Griff eingeklappt.
Viele Klappmesser in sog. Schweizer-Art beziehungsweise Nachahmungen jener enthalten neben der eigentlichen Messerklinge noch diverse Werkzeug-Klingen, etwa Korkenzieher (schweizerisch: Zapfenzieher), Ahle, Lupe, Kombizange, Schraubenzieher etc.
Fallmesser besitzen ebenfalls eine bewegliche Klinge. Bei ihnen fällt die im Griff verborgene Klinge durch Schwerkraft oder Schleuderbewegung heraus und rastet ein.
Eine weitere Varietät sind Springmesser, bei denen die Klinge mittels Feder- oder Wurfkraft aus dem Heft nach vorne ausklappt und dort verriegelt wird.
Bei Faltmessern wird der Griff zum Transport um die Klinge gefaltet. Bekanntester Vertreter ist das Balisong, bei dem zwei hohle Griffhälften, die jeweils um 180° geschwenkt werden können, die Klinge bei geschlossenem Zustand in sich aufnehmen.

## Aufbewahrung
Für Messer gibt es unterschiedliche Aufbewahrungsmöglichkeiten, die oft auch zum Schutz der Klinge dienen.

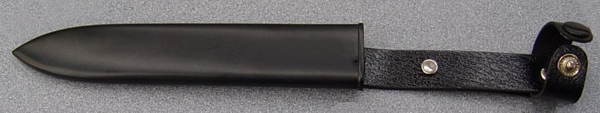
Messerscheide
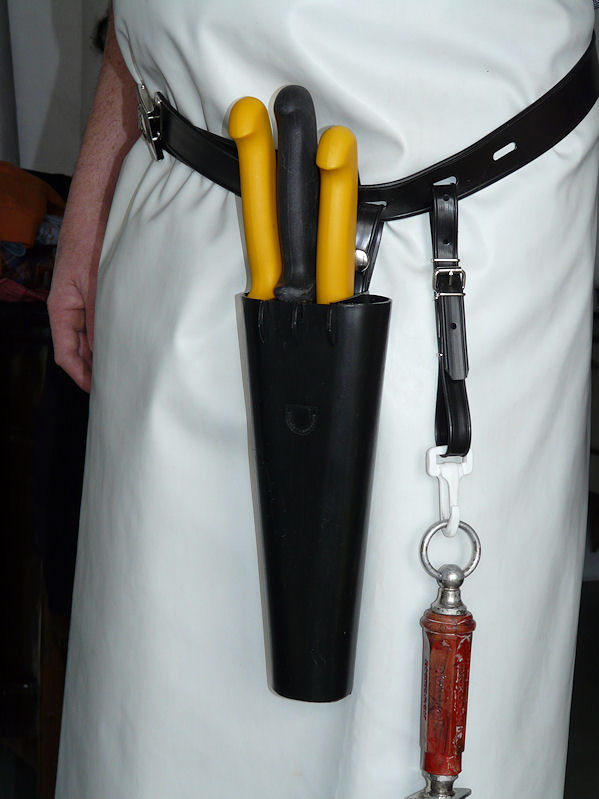
Messerköcher
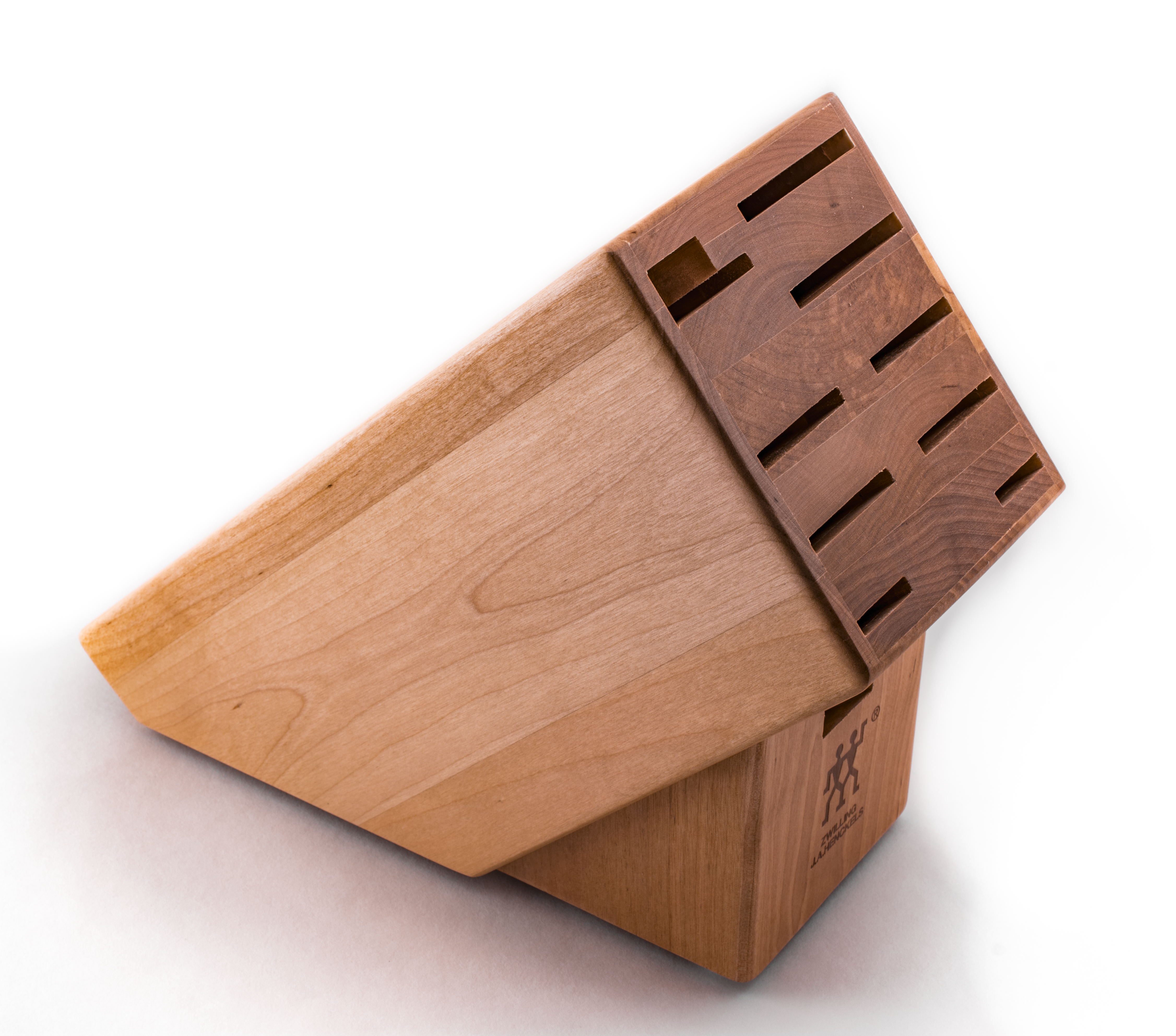
Messerblock
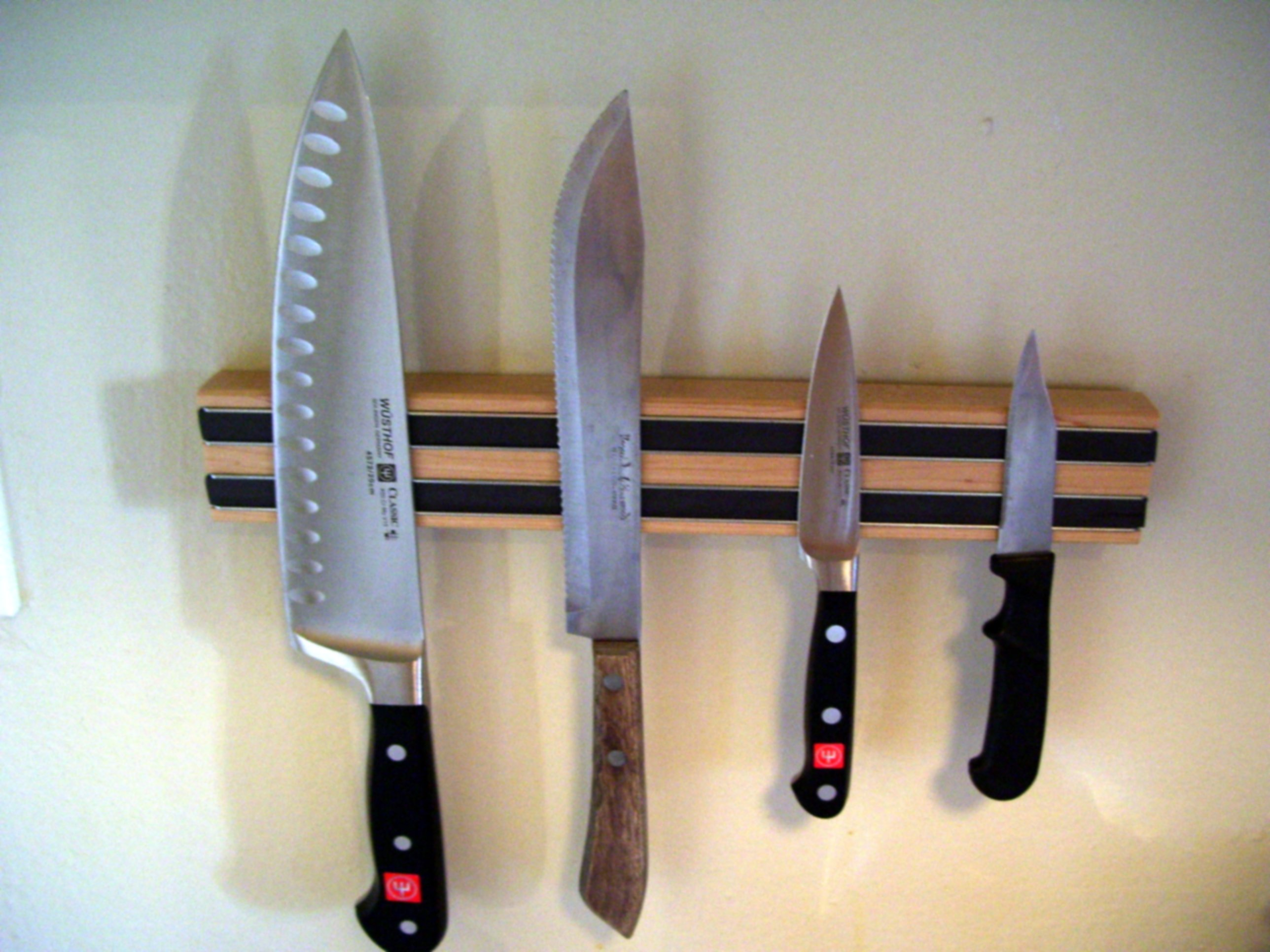
Magnetische Halteschiene

## Kulturelle Bedeutung
Das frühgeschichtliche Messer hatte Werkzeug-, aber auch Waffencharakter, daher dauerte es bis ins hohe Mittelalter, bis spezielle Messer für den Gebrauch an der Speisetafel aufkamen.

### Die westliche Welt
Der Verletzungsgefahr war sich die Kultur der westlichen Welt lange bewusst und hat das Tischmesser folglich mit einer Vielzahl von Regeln belegt: Es sei nicht zum Mund zu führen, also nicht auf sich selbst zu richten, es dürfe damit nicht auf jemand anderen gedeutet werden, und das Messer solle nicht mit der Spitze voran gereicht werden.
Im Laufe der Zeit entstanden weitere Tabus und Sitten. Manche aus praktischen Gründen, zum Beispiel das Verbot, Frühstückseier mit dem Messer zu köpfen. Messer aus Silber oder Eisen werden durch den Schwefel verfärbt und hinterlassen im Ei einen fauligen Geschmack, was heute bei rostfreiem Besteck unbedeutend geworden ist. Andere aus kulinarischen Gründen: Es gilt als nicht zweckbezogen, Kartoffeln und vor allem Knödel zu zerschneiden, diese werden, um eine unebene Kante zu bekommen, mit der Gabel „zerrissen“. Dies hat den Grund, dass die Aufnahme der Sauce damit verbessert wird.
Die Verwendung spezieller Fischmesser hat den Grund, das Filet durch die flache Form leichter von den Gräten trennen zu können.
Das so genannte Reformbesteck, eine von dem österreichischen Architekten Otto Wagner für die Wiener Werkstätte entworfene Gabel mit einer Vertiefung und drei Zinken, von denen die linke verbreitert und leicht angeschliffen war, mit der man also nicht nur aufspießen, sondern gleichzeitig schöpfen und schneiden konnte, konnte sich nicht durchsetzen, obwohl sie als „Kaisergabel“ bekannt wurde, nachdem Kaiser Wilhelm II. sie wegen seiner Körperbehinderung benutzt hatte. Auch Kaiser Franz Joseph bediente sich bei Tisch nur ungern des Messers. Das Fleisch musste so zart und weich sein, dass es sich leicht mit der Gabel zerteilen ließ. Es ist amerikanische Gewohnheit, Fleisch grundsätzlich mit der Gabel aufzunehmen und zwar mit der rechten Hand, das Messer wird jedoch zum Zerteilen des Fleisches benötigt, so wird während der Mahlzeit immer wieder Messer und Gabel von links auf rechts getauscht.

### Ostasien
Der gesamte ostasiatische Raum bildete hinsichtlich des Essbestecks Gewohnheiten aus, die von denen des Westens verschieden sind: Fleisch und Gemüse werden bis heute zugeschnitten, bevor sie zubereitet und auf den Tisch gebracht werden. Zum Essen werden u. a. hölzerne Stäbchen benutzt. Gräberfunde belegen, dass diese Form des Tischbestecks in China bereits um 1500 v. Chr. Verwendung fand. Im 7. Jahrhundert gelangten die Essstäbchen durch buddhistische Priester und Missionare aus China nach Korea und Japan. Insbesondere für Chinesen und Japaner wirkte das europäische Tischbesteck gewalttätig und bedrohlich, sie spöttelten gar, die Europäer seien Barbaren, äßen sie doch mit Schwertern.

#### China

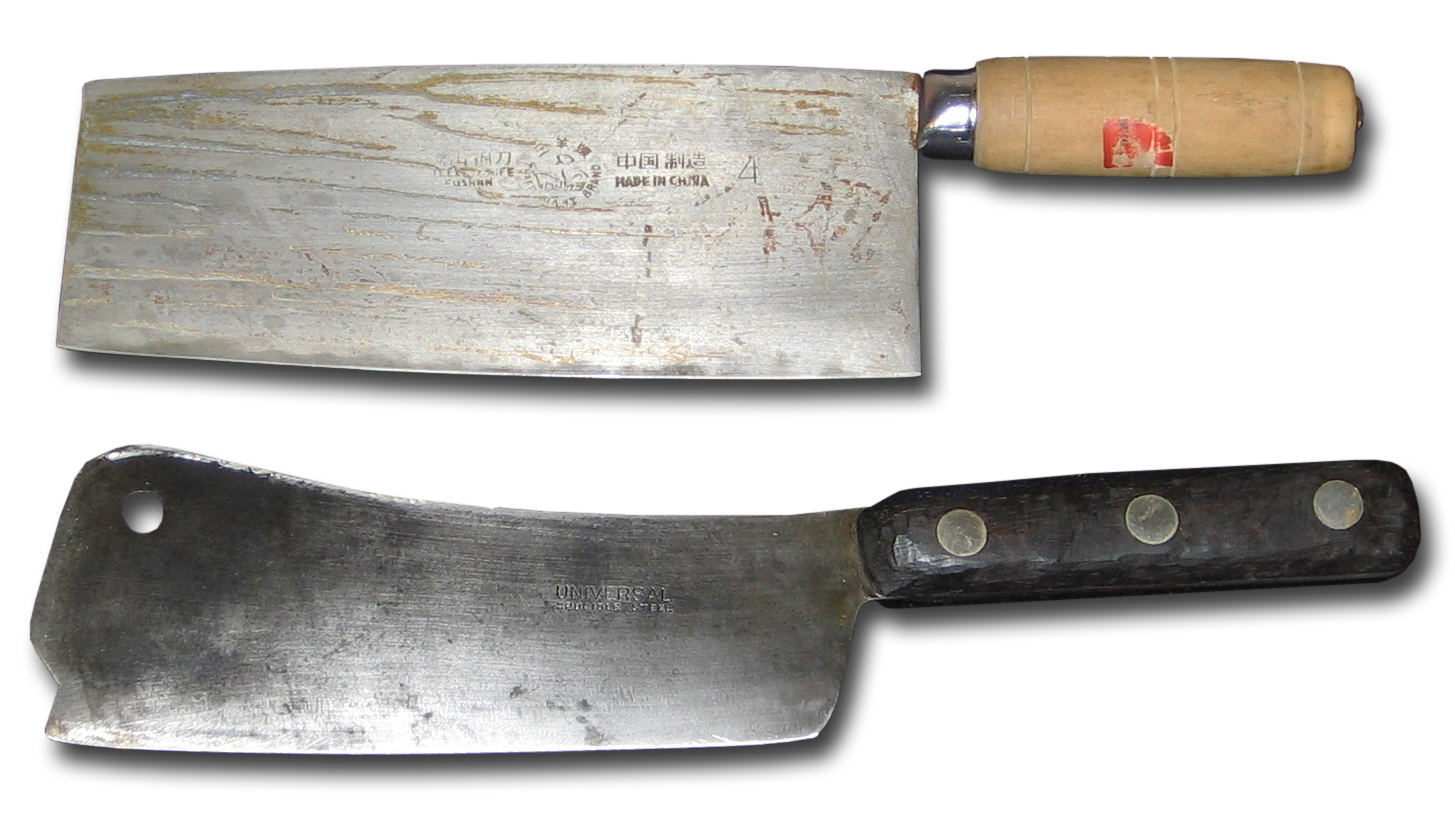
Chinesische Kochmesser

In China wurde das Messer sogar zum Zahlungsmittel (Dao, „Messer-Münzen“) und auch umgekehrt Münzen-Messer oder Münzen-Schwerter. Die Tang-Periode gilt hinsichtlich Silberbearbeitung und Ausführung künstlerischer Messergriffe der Messer als wichtig, die als Statussymbol oder für Zeremonien dienten. Aus der Shang-Periode wurde eine Reihe von Ritualmessern mit Jade-Griffen aus Turkestan gefunden, deren genaue Verwendungsweise noch unbekannt ist. Es könnte sich um Grabbeigaben oder Zeichen der Macht oder des Standes gehandelt haben.
Chinesische Schneidewaren haben eine lange Tradition, die heutzutage teilweise in Verruf geraten ist, weil der Markt weltweit mit Billigmessern fragwürdiger chinesischer Herkunft überschwemmt wird. China ist heute der Dreh- und Angelpunkt der internationalen Markenpiraterie. Chinesische Plagiatoren gehören zu den professionellsten der Welt, und nahezu sämtliche Markenmesser stehen in der Gefahr, kopiert zu werden. Davon betroffen sind Traditionsmarken des eigenen Landes: Im August 2004 musste Wangmazi Scissors, ein mehr als 350 Jahre altes chinesisches Traditionsunternehmen für Schneidewerkzeuge, Konkurs anmelden. Das Unternehmen war 1651 in der Qing-Dynastie gegründet worden und stand als Inbegriff für chinesische Messer und Scheren höchster Qualität. Immer mehr Kopien, die sich „Old Wangmazi“ oder „True Wangmazi“ nannten, machten der Originalmarke Konkurrenz. Zum Schluss waren es Dutzende von Fälscherfirmen, die jährlich mehr als fünf Millionen Imitate allein auf den chinesischen Markt brachten.
Das klassische chinesische Kochmesser hat die Form eines europäischen Küchen- oder Hackbeils, ist zur Zertrümmerung harter Knochen und Knorpel nicht geeignet, sondern wird für das Schneiden und Hacken von Kräutern und Gemüse verwendet. Die Klinge ist traditionell aus nicht rostfreiem Stahl gefertigt und muss daher sorgfältig gepflegt werden, wenn sie nicht rosten soll, was dann einen neuen Schliff erfordert.

#### Japan

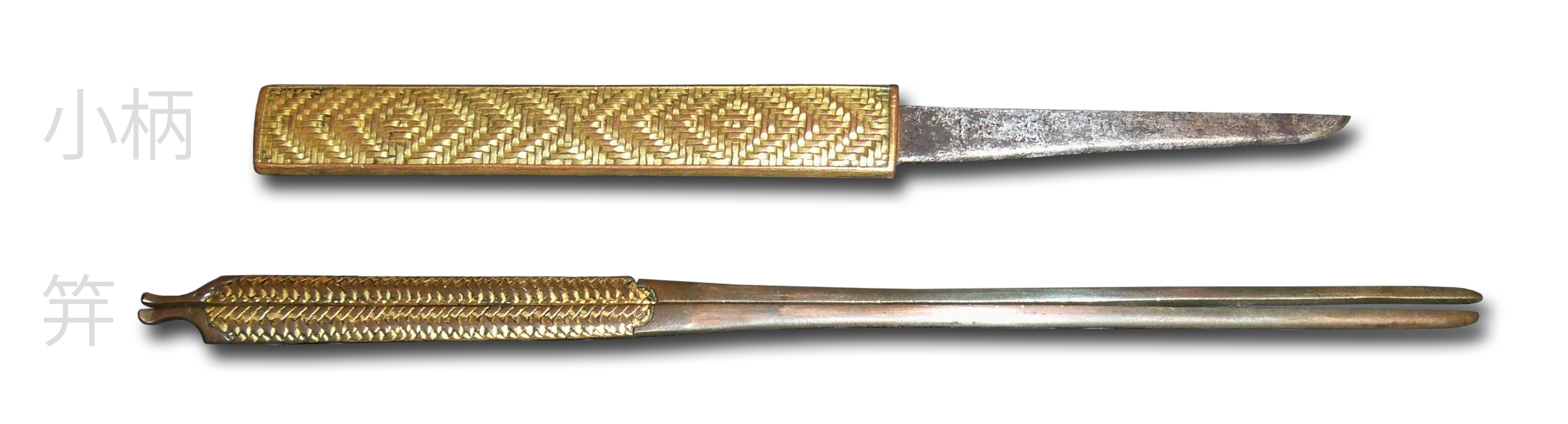
Kozuka (Kogatana) und Kogai.

In Japan erreichte die Kunst der Schwert- und Messerherstellung einen anderswo kaum zu findenden Standard, obwohl die Metallverarbeitung erst im 3. Jahrhundert v. Chr. einsetzte. Es wurde Bronze wie Eisen verarbeitet, Stahl erreichte beachtenswerte technische Qualitäten. Daher sind japanische Messer hochbegehrt. Bis heute werden Küchenmesser – Hōchō – durch die Verwendung spezieller Stähle auf extrem hohe Härte ausgerichtet, und das feine Gefüge ermöglicht eine sehr scharfe Schneide. Traditionell gefertigte japanische Messer besitzen meistens einen eckigen oder ovalen Holzgriff. Bei manchen Messern ist der Griffquerschnitt in der Form der Wasserkastanie gefertigt, wodurch die Messer zusätzlich in der Hand fixiert werden. Ab der Muromachi-Zeit wurde das Schwert nicht mehr am Gürtel (Obi) befestigt, sondern in ihn gesteckt, was zu einer Veränderung des Zubehörs führte: In die feste, lackierte Holzscheide (Saya) des Kurzschwerts (Wakizashi) wurde häufig ein schmales, kurzes Beimesser (Kogatana) gesteckt, das in der Form einem kleinen Gebrauchsmesser gleicht.

### Südasien

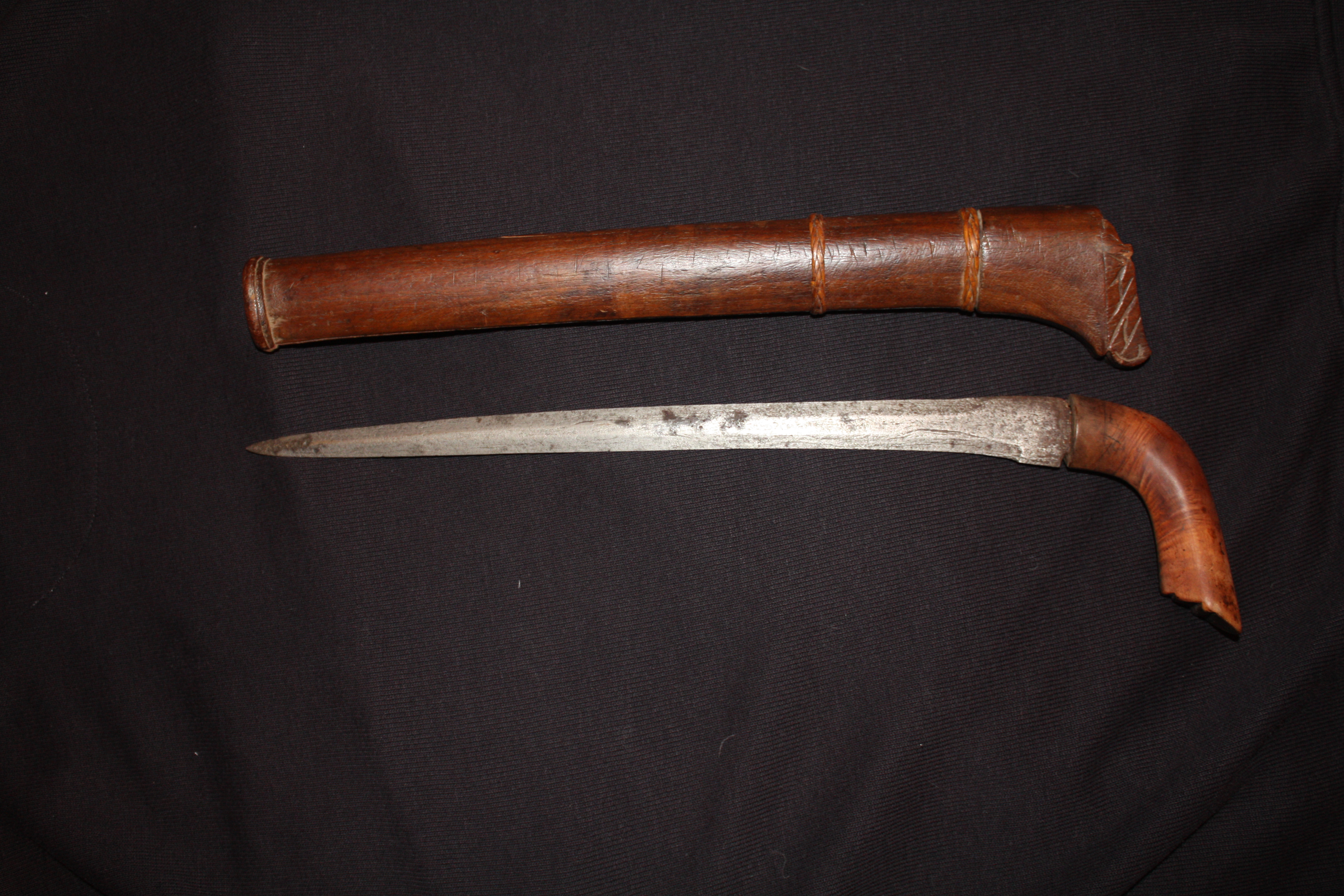
Badek aus Java (Indonesien)

In Südasien und insbesondere Indien konnten sich jahrtausendelang weder Essstäbchen noch Messer und Gabel als Essbesteck durchsetzen, vielleicht auch deswegen, weil Fleisch traditionell selten auf der Speisekarte steht. Hier wird unter alleiniger Verwendung der (reinen) rechten Hand gemeinsam von großen Tellern gegessen.
Zudem weist Indien die Besonderheit einer eigenen Herstellungsweise des Damaszenerstahls auf, die Wootz genannt wird. Hierbei wird Roheisen in einem Tiegel zusammen mit bestimmten mineralischen Zuschlagstoffen auf sehr hohe Temperatur gebracht, wobei ein sog. Kristallisations-Damast entsteht. Daneben hat das Messer in Indien – vor allem durch die Kultur der Mogul-Zeit – wie andere Gebrauchsgegenstände aufgrund von Gestaltungsbesonderheiten und kostbaren Materialien künstlerischen Wert. So finden sich viele mit Edelsteinen, Gravuren oder Ziselierungen reich verzierte Griffe aus Jade, Silber oder Gold. Gewöhnlicher, oft nicht weniger kunstvoll sind Griffe aus Elfenbein oder Knochen, geschnitzt oder mit Intarsien versehen. Besonders in Kaschmir wird noch heute Sandelholz verarbeitet.

### Subsahara-Afrika

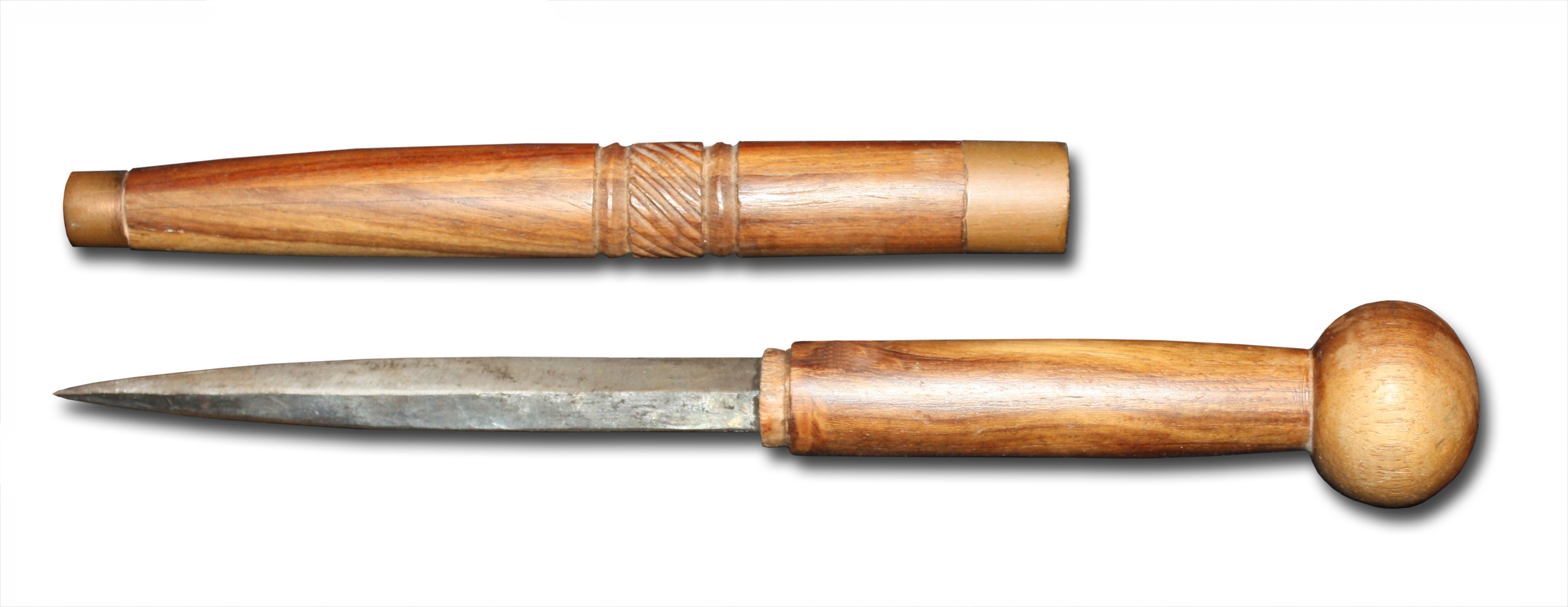
Messer aus Simbabwe

Auch in Subsahara-Afrika entwickelte sich das Messer zum Zahlungsmittel, wo es neben Muschelgeld gebräuchlich war. Typische Geldfunktion hatten die Wurfmesser in Gabun und in Angola oder die zeremoniellen Messer als Zeichen der Macht in Benin und Nigeria.

## Bedeutung als Waffe

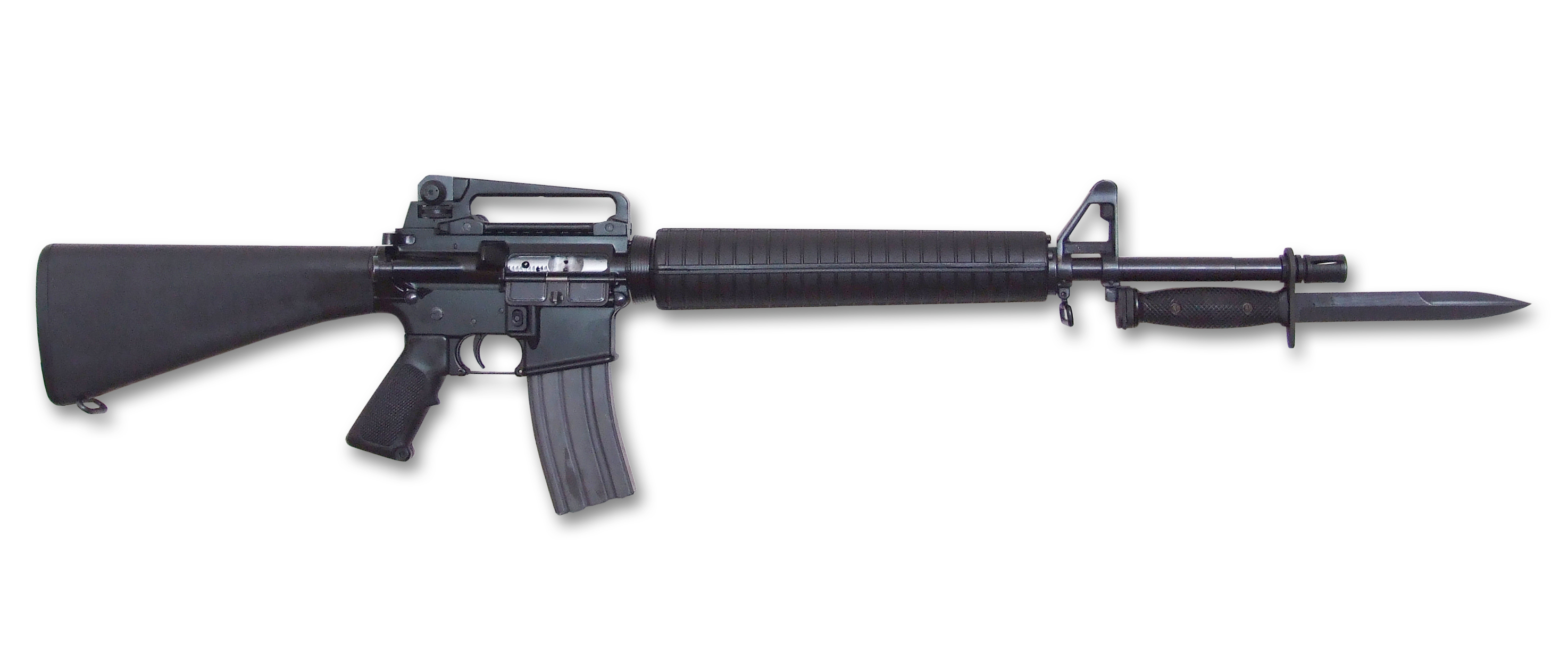
Ein Sturmgewehr mit Bajonett

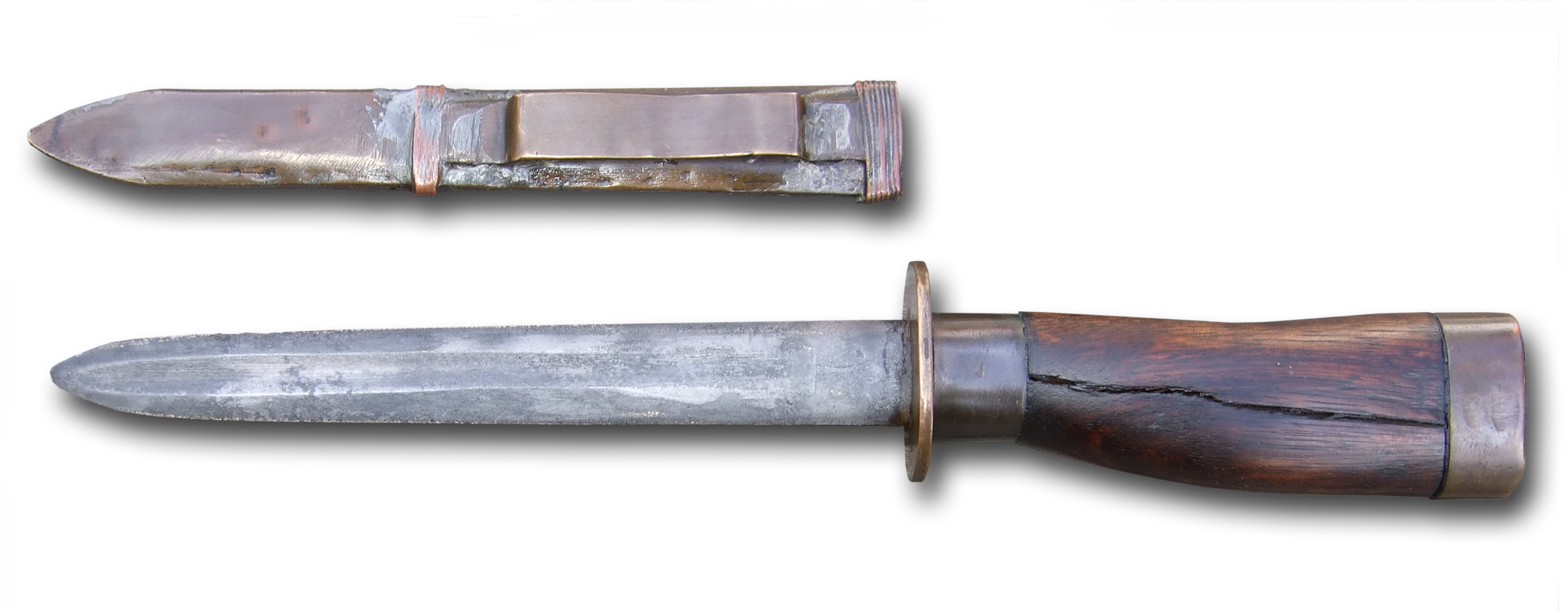
Grabendolch – Eigenarbeit eines Soldaten (Erster Weltkrieg)

Die militärische Bedeutung des Messers als Waffe war schon immer gering, obwohl es oft zur Ausrüstung gehört. In der Regel ist es ein Werkzeug und erst in zweiter Linie eine Waffe. Als Waffe wurden vor der Entwicklung der Feuerwaffen hauptsächlich längere Hieb- und Stichwaffen wie Schwert oder Säbel, die eine größere Reichweite ermöglichten, eingesetzt. Mit der Einführung der Gewehre wurde für den Nahkampf das meist aufsteckbare Bajonett entwickelt, das aber keine Schneide hatte, weil es ausschließlich zum Stechen verwendet wurde. Im 19. Jahrhundert entwickelten sich Messerbajonette, die auch vollwertige Messer waren. Bei den beengten Raumverhältnissen im Grabenkrieg des ersten und des Zweiten Weltkriegs erlangte das Messer als Waffe eine gewisse Bedeutung.
Eine weitaus größere Bedeutung hat das Messer als Waffe im zivilen Bereich. Es ist problemlos zu beschaffen, kann jederzeit mitgeführt und unauffällig am Körper getragen werden. In Ländern, in denen der Schusswaffenbesitz eingeschränkt ist, stellen messerartige Gegenstände die bei Gewaltstraftaten am häufigsten eingesetzten Waffen dar; in Europa überwiegen Angriffe mit Hieb- und Stichwaffen, vor allem mit Messern (siehe Messerstecherei und Waffenmissbrauch). Aus diesem Grund sind Messerarten, die einen besonderen Waffencharakter haben, in vielen Ländern rechtlich reglementiert. Das betrifft vor allem einen Teil der Klappmesser, z. B. Balisong und Springmesser. Die meisten Taten – die Kriminalstatistik gibt 85 % an – werden aber mit normalen Küchenmessern verübt. In Großbritannien, wo eine anscheinend dramatische Zunahme von Messerstechereien gerade unter Jugendlichen zu verzeichnen sein soll, hat New Scotland Yard Mitte 2008 mit einer breit angelegten Öffentlichkeitskampagne gegen Messer versucht, die blutige Gewalt unter Jugendlichen einzudämmen.
In Deutschland sind seit 31. Oktober 2024 Messer in Waffenverbotszonen grundsätzlich verboten.

## Traditionelle Messer

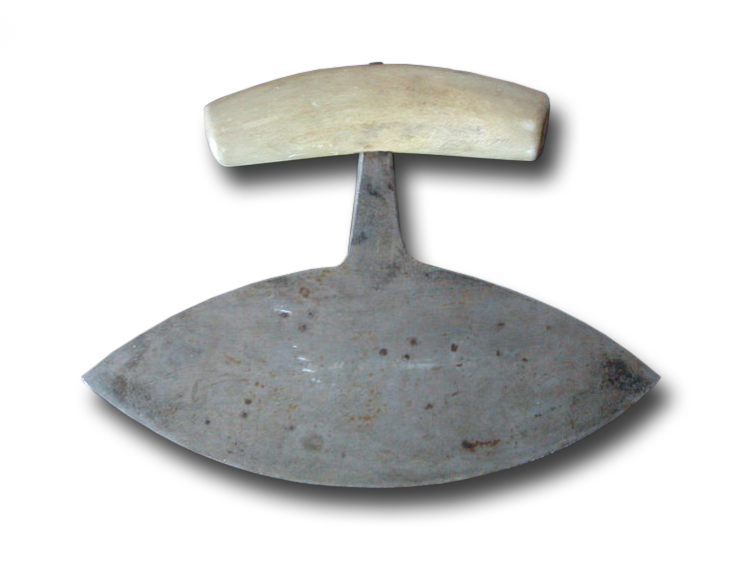
Ulu, das Messer der Inuit

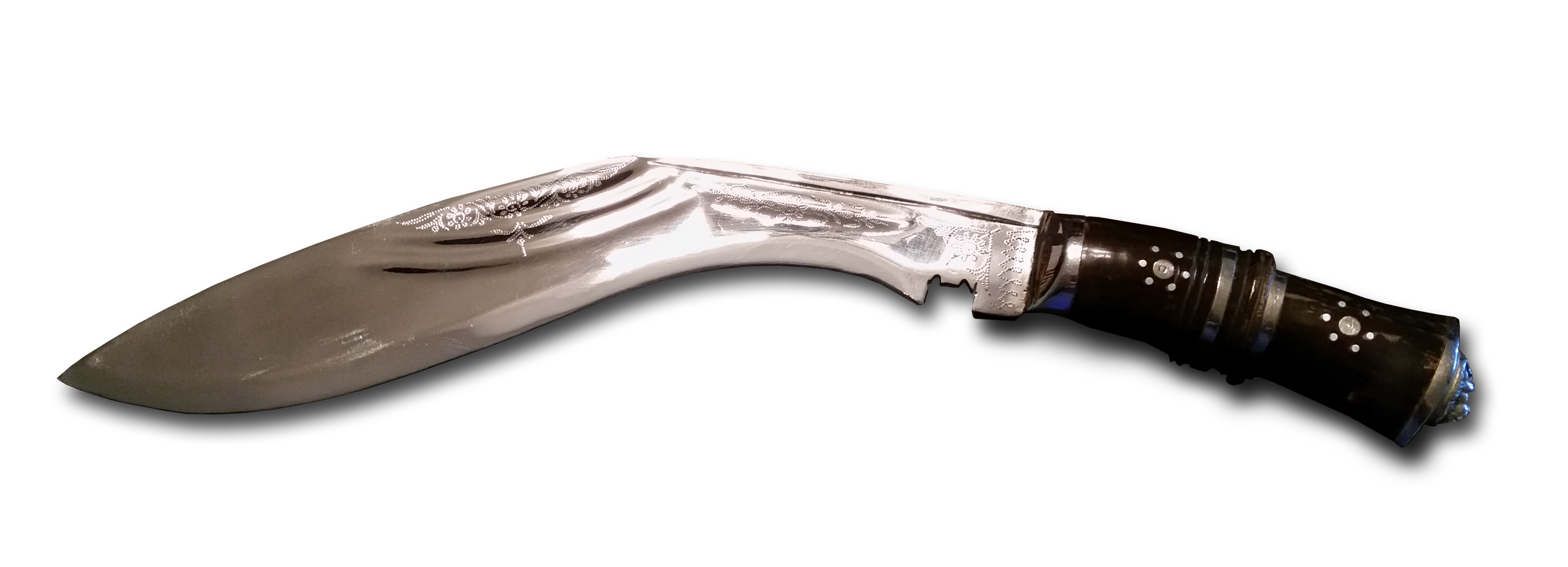
Khukuri mit typischer Löwenkopfgriffkappe und polierter, ziselierter Klinge

- Das Ulu ist das traditionelle Messer der Inuit-Frauen. Es ist kein Schabmesser, wie oft angenommen wird, sondern dient zum Zerteilen von Fisch und Fleisch.
- Das Khukuri ist das gekrümmte Kampfmesser der Gurkha, der legendären Krieger aus den Bergen Nepals.
- Das Navaja ist ein großes, spanisches Klappmesser, das erstmals um das 15. Jahrhundert auftauchte.
- Ab dem späten 17. Jahrhundert verbreitete sich in Frankreich und den angrenzenden Ländern in allen Volksschichten ein preiswertes Messer, das von Eustache Dubois entwickelt worden war. Es hatte eine Klinge mit zur geraden Schneide gerundetem Rücken und wurde mit einem sichtbaren Niet im Material des Griffs befestigt. Die Angel lief in eine geschmiedeten Verdickung aus, die die ausgeklappte Klinge fixierte. Das Messer wurde im Volksmund Eustache genannt, was in der französischen Umgangssprache bis in das 20. Jahrhundert umgangssprachlich für ein kleines, handliches Taschenmesser stand.
- Die Messerschmiede Zwilling des Solinger Messermachers Peter Henckels ließ am 13. Juni 1731 den Zwilling als Schutzmarke in die Solinger Messermacherrolle eintragen. Damit ist Zwilling eines der ältesten Warenzeichen der Welt.
- Das Laguiole ist ein traditionelles Taschenmesser des beginnenden 19. Jahrhunderts aus der Auvergne in Zentralfrankreich, das in der von Perret beschriebenen Arbeitsweise angefertigt wurde und das bis heute von verschiedenen Firmen, unter anderem in den Orten Laguiole und Thiers, hergestellt wird.
- 1890 entwickelte Joseph Opinel ein simples und preiswertes, zur Landarbeit gedachtes Klappmesser mit Holzgriff, das seither vom gleichnamigen Unternehmen im französischen Savoyen hergestellt wird.
- Der Schweizer Messerschmied Karl Elsener gründete 1884 die Firma Victorinox und den Schweizerischen Messerschmiedverband, um die Soldatenmesser der Schweizer Armee im eigenen Land herstellen zu können. Aus dem Schweizer Offiziersmesser entwickelte sich das weltweit bekannteste Taschenmesser.
- Das Bowie-Messer, benannt nach dem US-amerikanischen Pionier und Soldaten (19. Jahrhundert) James Bowie, gehört zu den Legenden des Wilden Westens.
- Das Scagel-Jagdmesser, benannt nach William Scagel (* 12. Februar 1873; † 26. März 1963), einem amerikanischen Messermacher aus Michigan, dessen Stil großen Einfluss auf Messerschmiede aus aller Welt, z. B. Bo Randall im 20. Jahrhundert hatte.
- Messer mit Buckelsklinge, auch altdeutsches Tafelmesser genannt. Durch die speziell geformte, breite und abgerundete Spitze des Messers lassen sich cremige Speisen oder Butter ideal auf Broten verstreichen. Häufig werden diese Messer besonders dünn ausgeschliffen oder sind zusätzlich noch aus Karbonstahl gefertigt. Durch die damit verbundene hohe Schärfe und Schnitthaltigkeit sind Messer mit Wellenschliff z. B. zum Zerteilen von Brötchen nicht erforderlich.

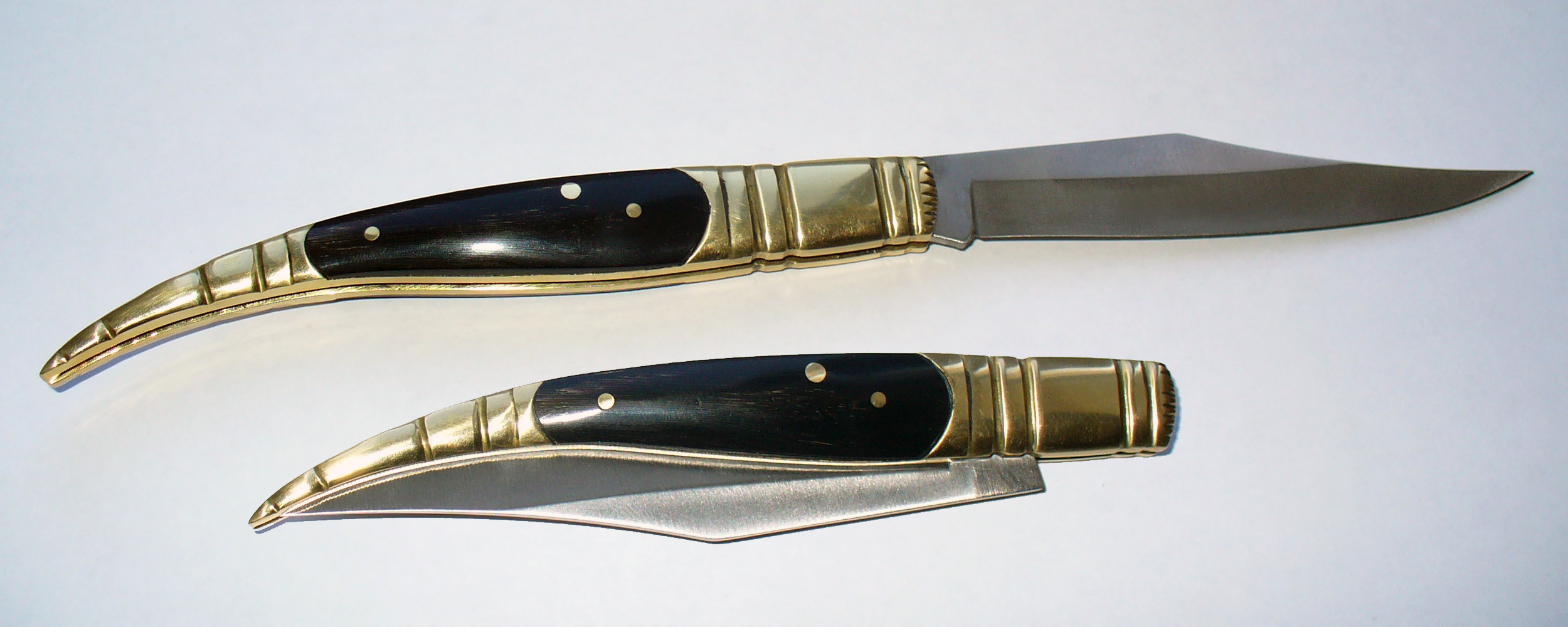
Navaja, spanisches Klappmesser
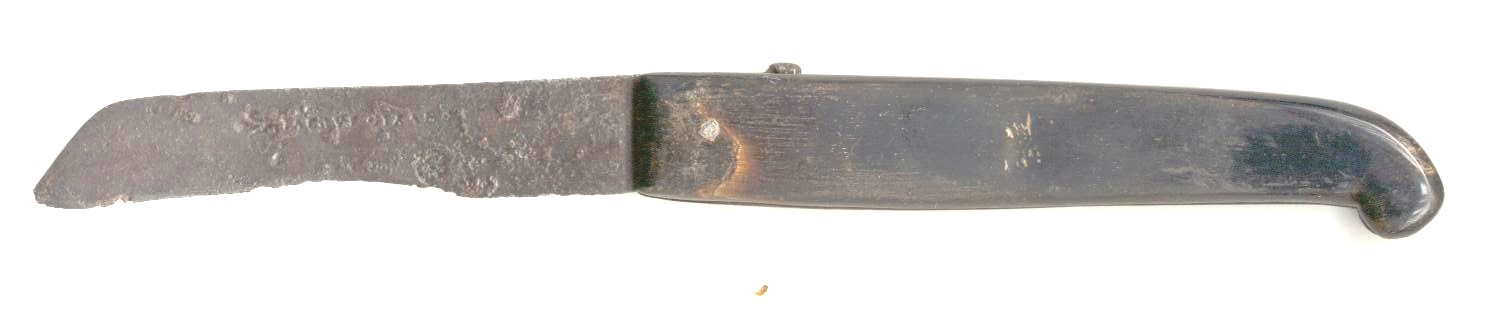
Das Eustache
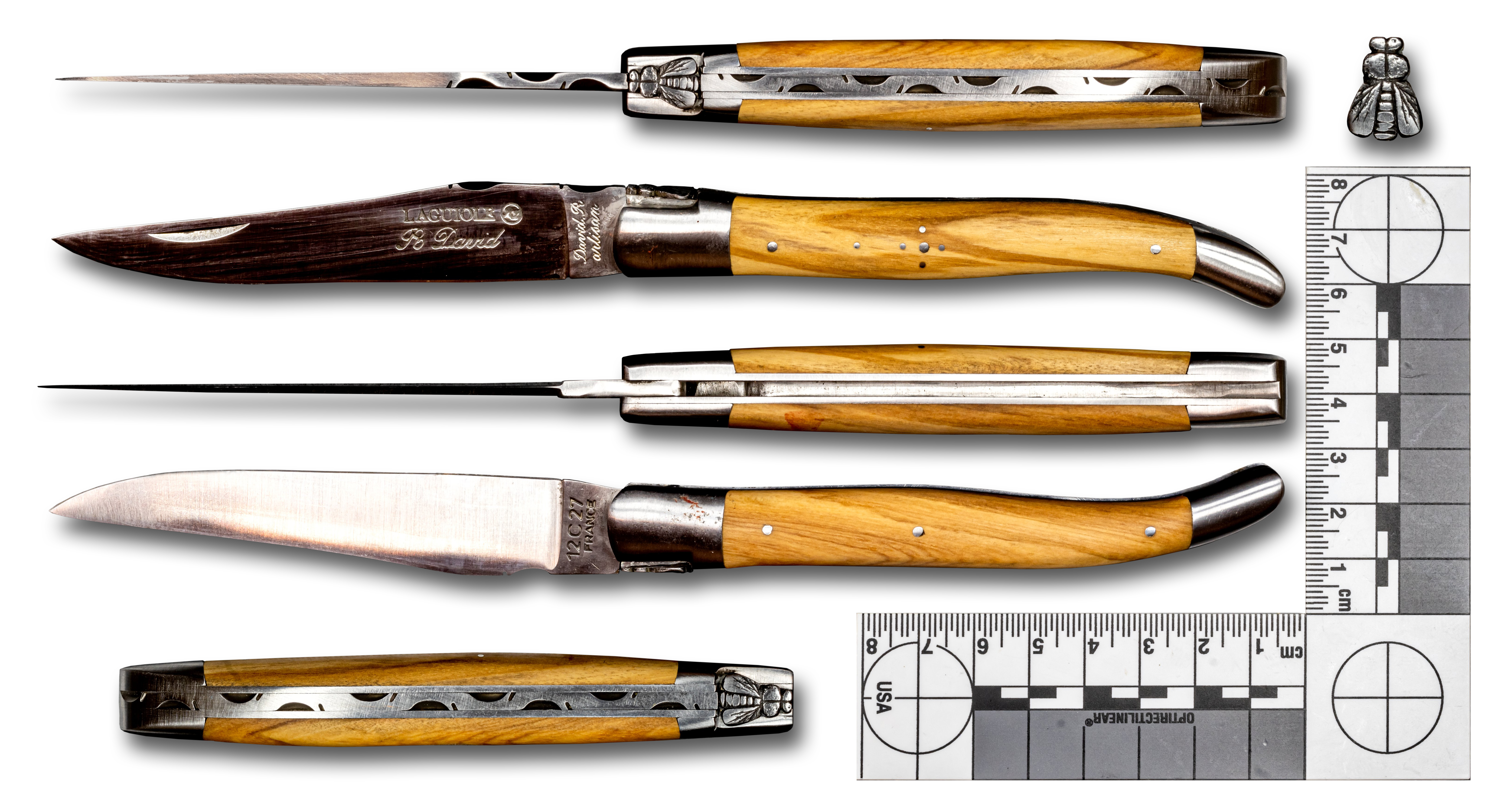
Laguiole-Messer
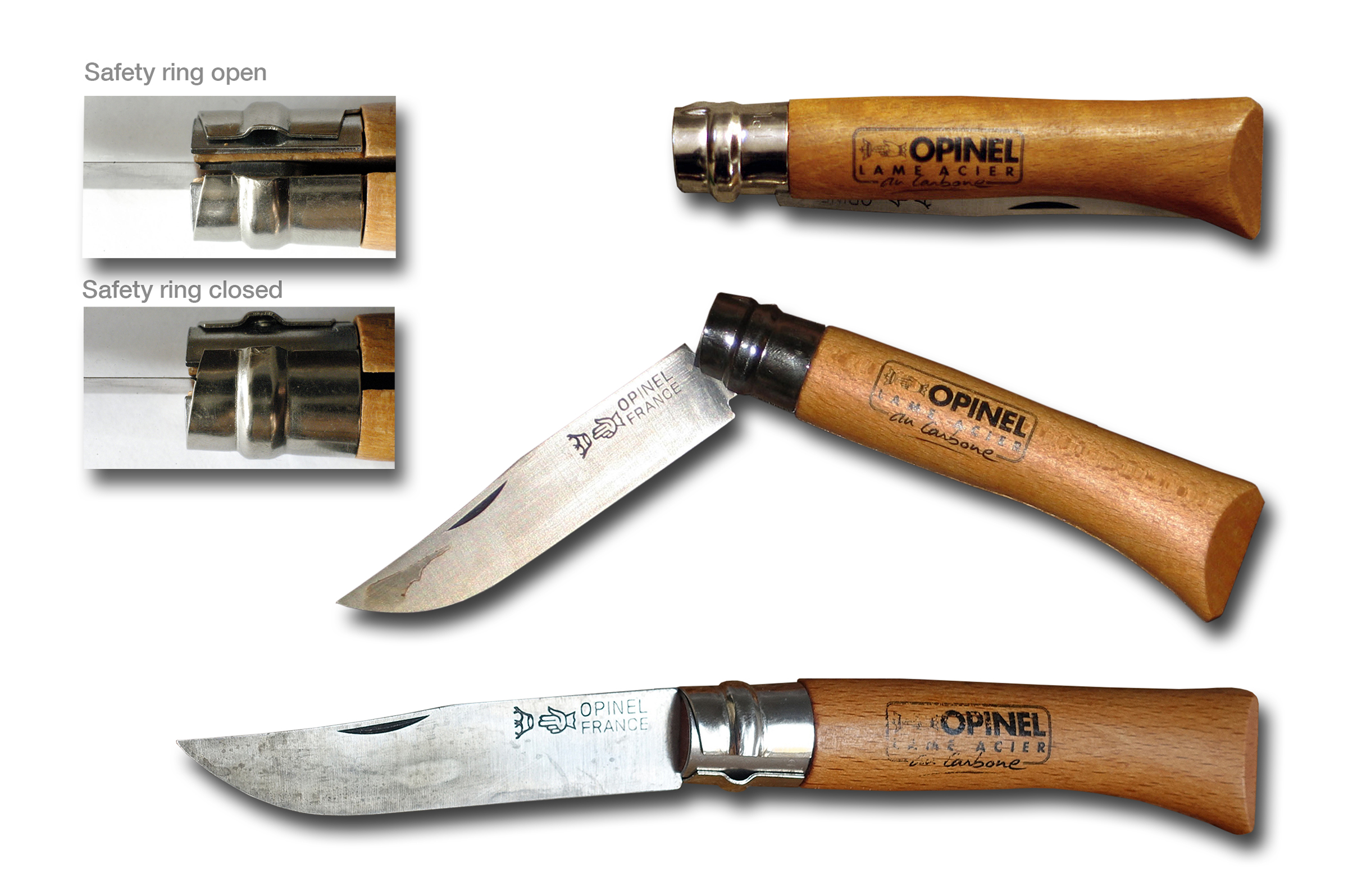
Opinel-Messer
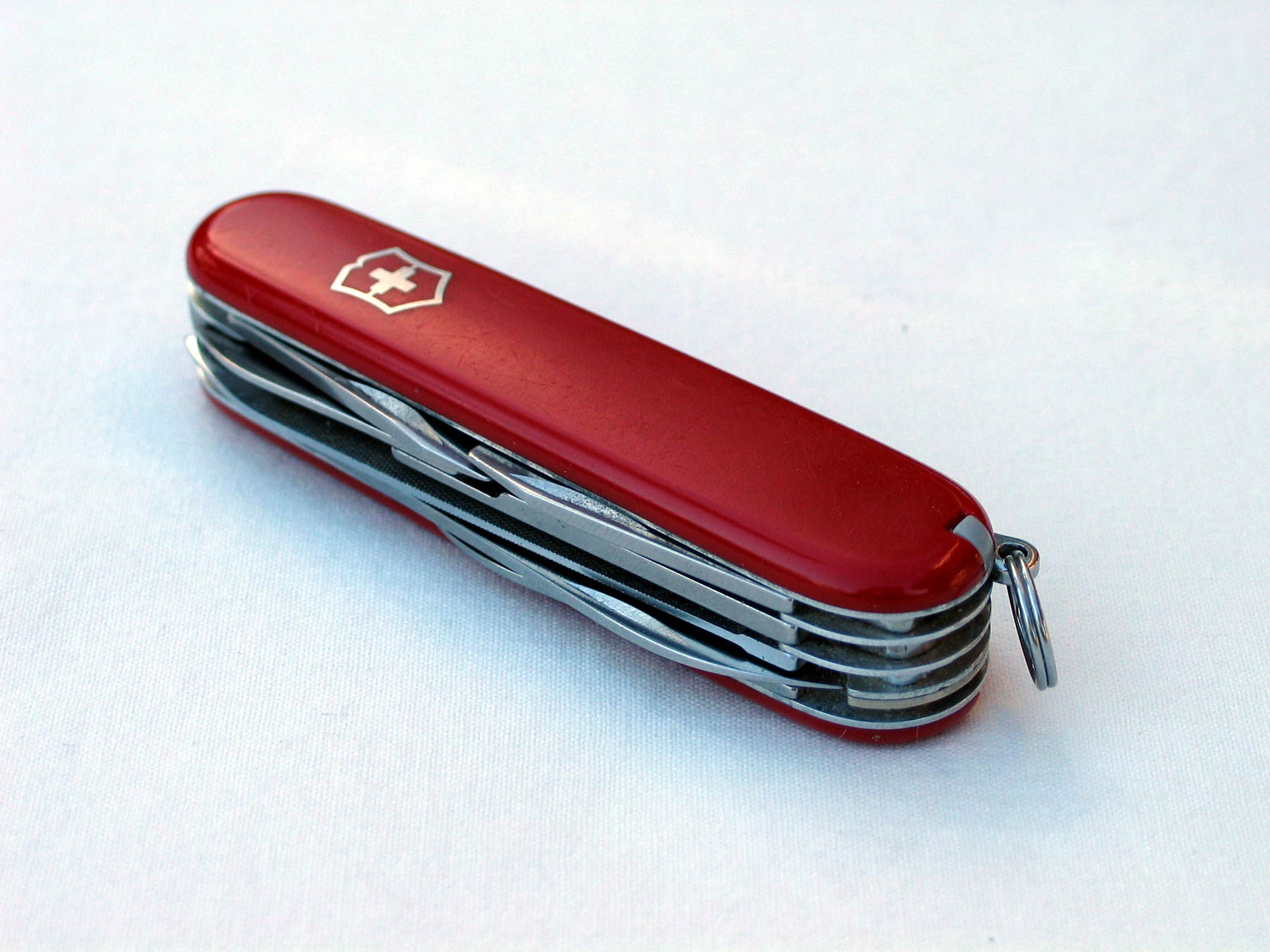
Schweizer Taschenmesser
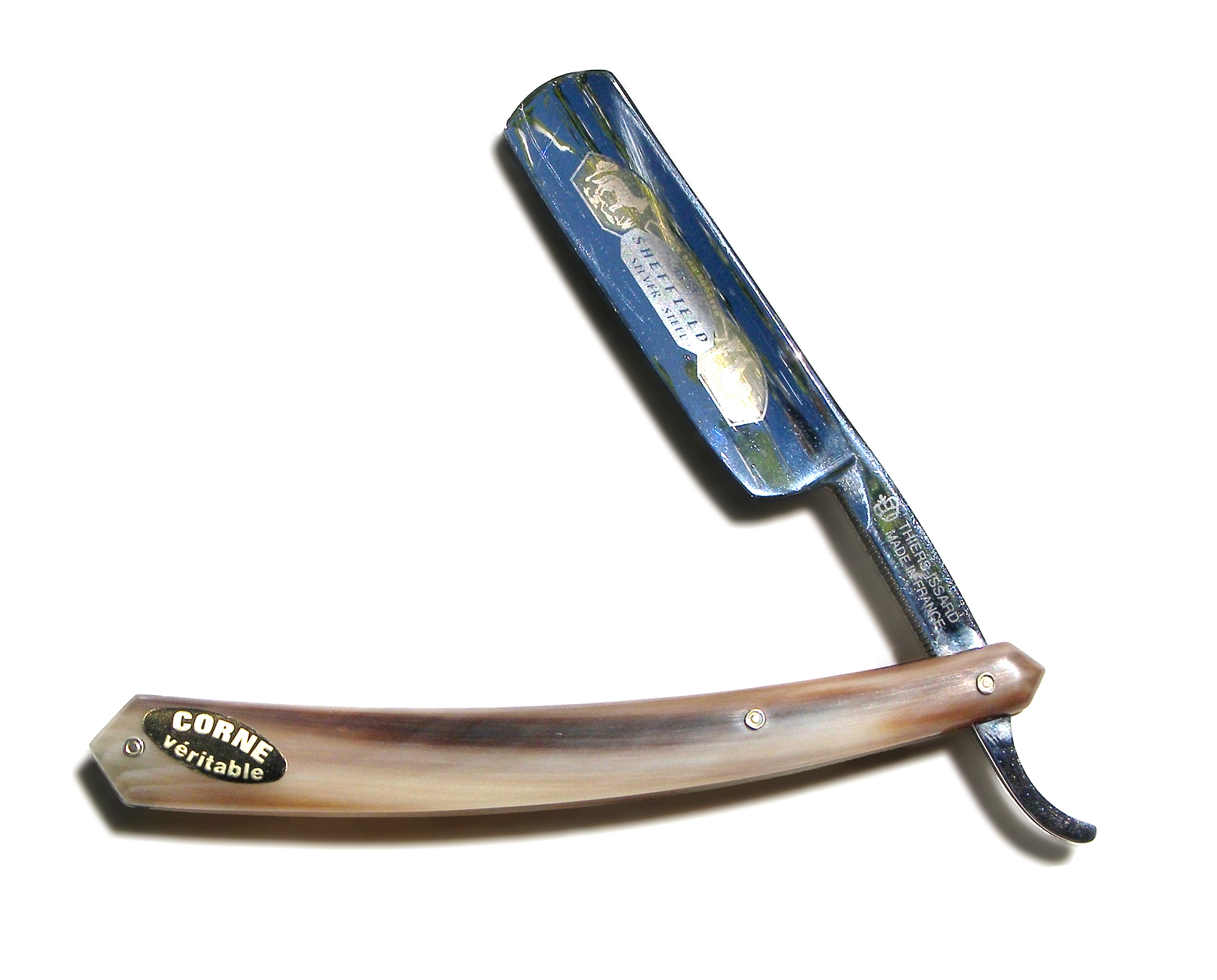
Luxuriöses Rasiermesser
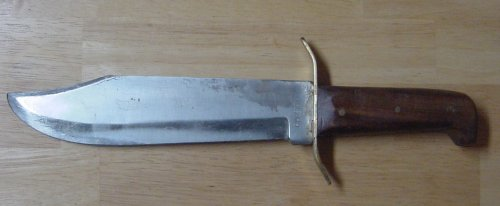
Bowiemesser
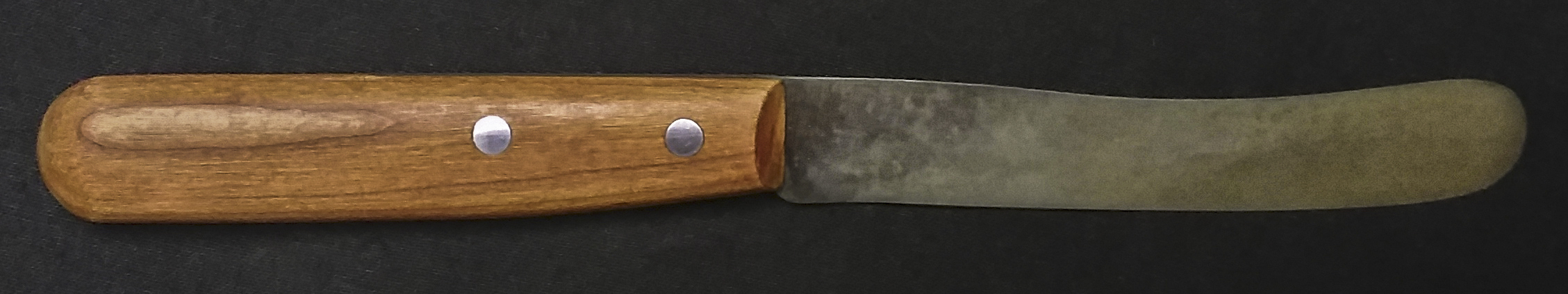
Messer mit einer Buckelsklinge aus Karbonstahl

## Wichtige Museen
Die Bedeutung des Messers in der Menschheitsgeschichte wird vielerorts in Museen gewürdigt. Hierzu gehört das Deutsche Klingenmuseum in Solingen, dessen Sammlungen vor nahezu 100 Jahren begonnen wurden und das sich der regionalen und internationalen Geschichte der Herstellung von Klingen für Schwerter und Degen ebenso wie Messer für den täglichen Bedarf und Bestecke von Weltruf widmet. Es hat die weltweit größte Bestecksammlung. Weiterhin gibt es ein Messermuseum in Steinbach an der Steyr, Österreich, und das Musée de la coutellerie in Nogent, Frankreich, mit dem Schwerpunkt zu Arbeiten von Nicolas Pelletier (1828–1921). Das Musée de la coutellier in Thiers, Frankreich, zeigt als Schwerpunkt Gebrauchsmesser des 16. Jahrhunderts bis zur Neuzeit, das Museo dell’Arte fabbrile e delle Coltellerie in Maniago (Region Friaul-Julisch Venetien) widmet sich der regionalen traditionellen und modernen Messerherstellung, und das sardische Messermuseum Museo del Coltello Sardo in Arbus, Sardinien (Metropolitanstadt Cagliari), beherbergt unter anderem das weltgrößte Klappmesser.